# Tesla Autopilot

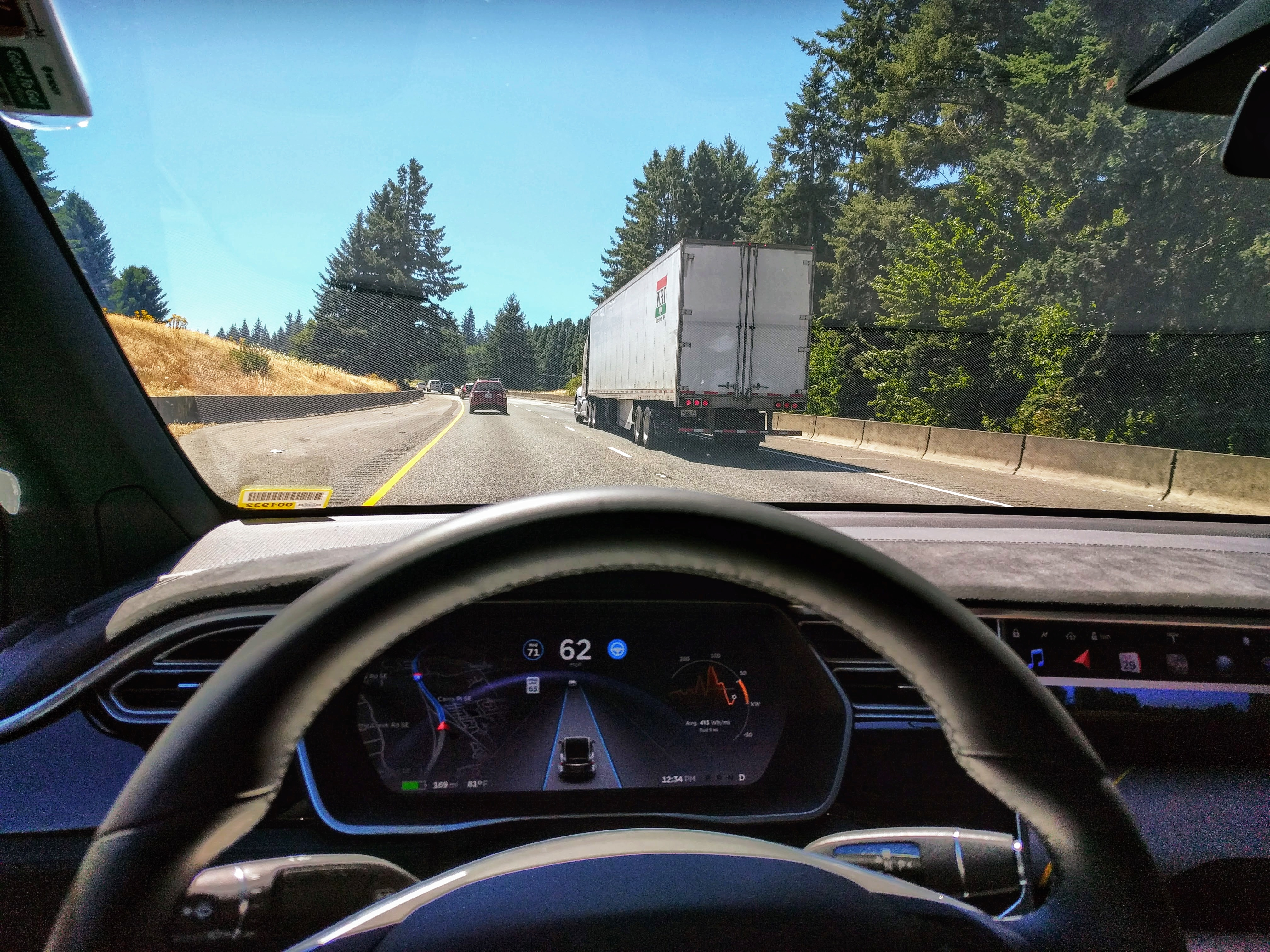
Tesla Autopilot habilitado

Tesla Autopilot es un conjunto de funciones de ayuda a la conducción (ADAS: sistemas avanzados de asistencia al conductor advanced driver-assistance system) ofrecido por Tesla, Inc. que alcanza el Nivel 2 de automatización en la conducción de un vehículo. Sus funciones incluyen el centrado en el carril, control de crucero adaptativo, cambios automáticos de carril, navegación semiautónoma en algunas carreteras, aparcamiento automático, y la capacidad de convocar al coche desde un garaje o estacionamiento. Para todas estas funciones el conductor es responsable y el coche requiere supervisión constante. La compañía afirma que estas capacidades reducen los accidentes causados por negligencias del conductor y la fatiga por conducir mucho tiempo.
Desde 2013, Elon Musk predijo con asiduidad que Tesla alcanzaría el Nivel 5 SAE (conducción autónoma total), entre uno y tres años. En abril de 2020, la mayoría de los expertos creían que los vehículos de Tesla carecían del hardware necesario para la conducción autónoma total. En octubre de 2020, Tesla inició un programa de prueba llamado Full Self-Driving Beta en el que instaló un software beta de conducción autónoma a empleados y clientes seleccionados. En enero de 2022 ya eran 60 000 vehículos los que estaban circulando por las carreteras con el software Autopilot FSD Beta,
mientras que en mayo de 2022 ya eran más de 100 000 usuarios con el software Autopilot FSD Beta.
En septiembre de 2022 el software Autopilot FSD Beta lo usaban 160 000 usuarios.
En enero de 2023 estaban usando Tesla Autopilot FSD Beta casi los 400 000 usuarios que lo habían comprado en Estados Unidos y Canadá. Desde marzo de 2021 a diciembre de 2022 Tesla FSD Beta había recorrido un acumulado de 90 000 000 millas (144 840 600 km)

## Historia
Elon Musk habló públicamente por primera vez sobre el sistema de piloto automático de Tesla en 2013, y señaló que "es bueno tener el piloto automático en los aviones, y deberíamos tenerlo en los automóviles". Durante la década siguiente, Autopilot pasó por una serie de mejoras de hardware y software, acercándose gradualmente al objetivo de la autonomía total, que en abril de 2024 todavía no se había alcanzado.
En octubre de 2014, Tesla ofreció a los clientes la posibilidad de pre-comprar Autopilot que no estaba diseñado para la conducción autónoma. Las versiones iniciales se construyeron en asociación con Mobileye, pero Mobileye terminó la asociación en julio de 2016 porque Tesla "estaba superando los límites en términos de seguridad".
Los automóviles Tesla fabricados después de septiembre de 2014 tenían el hardware inicial (versión de hardware 1 o HW1) compatible con Autopilot. El primer lanzamiento del software Autopilot se produjo en octubre de 2015 como parte de la versión 7.0 del software Tesla. La versión 7.1 eliminó algunas características para desalentar la conducción arriesgada.
La versión 8.0 procesó señales de radar para crear una nube de puntos similar a LIDAR para ayudar a navegar con poca visibilidad. En noviembre de 2016, Autopilot 8.0 se actualizó para alentar a los conductores a agarrar el volante. Para noviembre de 2016, Autopilot había operado 300 millones de millas (500 millones de km).
En octubre de 2016, los sensores y el hardware de Autopilot pasaron a la versión de hardware 2 (HW2). Tesla usó el término piloto automático mejorado (Enhanced Autopilot o EAP) para referirse a las capacidades novedosas de HW2. En febrero de 2017, Autopilot incorporó la capacidad de circular por autopistas, cambiar de carril sin intervención del conductor, hacer la transición de una autopista a otra y salir de la autopista sin intervención del conductor. Incluía control de crucero adaptativo, conducción automática en carreteras divididas y en "carreteras locales" hasta una velocidad de 45 mph (72 kilómetros por hora) . La versión de software 8.1 para HW2 llegó en marzo de 2017, proporcionando la paridad de software de los automóviles HW2 con los automóviles HW1. En agosto de 2017, Tesla anunció la versión de hardware 2.5 (HW2.5).
En marzo de 2019, Tesla hizo la transición a la versión de hardware 3 (HW3). Para cumplir con la nueva regulación de la Comisión Económica para Europa de las Naciones Unidas relacionada con la función de conducción automática, Tesla proporcionó un Autopilot limitado para Europa en mayo de 2019. En septiembre, Tesla lanzó la versión 10 del software para los probadores del Programa de Acceso Anticipado (EAP), con mejoras en la visualización de conducción y cambios automáticos de carril.
En septiembre de 2020, Tesla reintrodujo el término Piloto automático mejorado (EAP) para designar el subconjunto de características que se aplican a los viajes por carretera, el estacionamiento y la convocatoria, mientras que la opción de conducción autónoma completa (FSD) incluía la navegación en las calles de la ciudad. Tesla lanzó una versión " beta " de su software Full Self-Driving en los Estados Unidos en octubre de 2020 para los evaluadores de Autopilot FSD.
En febrero de 2024 UNECE presentó la propuesta ECE/TRANS/WP.29/2024/37 de las Naciones Unidas para la regulación de los sistemas de asistencia al conductor (Proposal for a new UN Regulation on uniform provisions concerning the approval of vehicles with regard to Driver Control Assistance Systems (DCAS)) para su consideración en las sesiones de marzo de 2024 del World Forum for Harmonization of Vehicle Regulations (WP.29) y el Administrative Committee (AC.1).
Los DCAS son sistemas en vehículos que ayudan a un conductor humano en la ejecución sostenida del control dinámico del vehículo mediante control de movimiento lateral y longitudinal. Los DCAS, mientras están activos, brindan apoyo a las tareas de conducción y aumentan el confort y reducen la carga de trabajo de los conductores estabilizando o maniobrando activamente el vehículo. El sistema DCAS asiste al conductor, cuando se opera dentro de los límites del sistema, pero no asume completamente el control de la tarea de conducción, por lo que la responsabilidad sigue siendo del conductor. El soporte DCAS no deberá afectar negativamente a la seguridad vial ni al control del conductor sobre el comportamiento del vehículo.
A finales de marzo de 2024 Tesla abandonó el término FSD beta y pasó a hablar de FSD supervisada. El 26 de marzo de 2024 Elon Musk anunció que en Estados Unidos y Canadá todos los Teslas con el hardware FSD (unos 1 700 000) tendrían un mes de prueba de la versión 12.3 de FSD supervisada.
A partir de abril de 2024 en cada entrega de un coche nuevo en Norteamérica era obligatorio instalar y activar el software FSD v12.3.1 o superior y realizar una prueba de conducción con el cliente.
Para abril de 2024, FSD había operado 1 300 000 000 mi (2 092 142 000 kilómetros).
Algunos observadores de la industria criticaron la decisión de usar a los usuarios como probadores de software beta como peligrosa e irresponsable. Las colisiones de coches de Tesla con Autopilot llamaron la atención de la prensa y agencias federales de Estados Unidos. Elon Musk, el CEO de Tesla, hizo durante años predicciones inexactas sobre cuándo Tesla alcanzaría el Nivel 5 SAE de autonomía.
En febrero de 2025, Tesla Autopilot fue considerado defectuoso para uso normal, por un tribunal Alemán, debido a los problemas de frenazos fantasma que pueden provocar accidentes.

## Precios
En octubre de 2014 el Autopilot estaba dentro en un paquete tecnológico opcional que costaba 4250 USD.
El precio del Autopilot en 2016 fue de 5000 USD. La conducción autónoma total (FSD) costaba 3000 USD adicionales.
En marzo de 2019 el Autopilot costaba 3000 USD y solo incluía Autogiro y control de velocidad adaptativo. Para tener Autopilot FSD había que añadir otros 5000 USD por lo que hacía un total de 8000 USD. Desde el verano de 2020 se incluyó el Autopilot de serie en cada Tesla y la opción de Enhanced Autopilot (EAP) pasó a costar 4000 USD. Entonces Enhanced Autopilot incluía Navegar sobre Autopilot, Cambios automáticos de carril, Aparcamiento automático y Convocar.
En octubre de 2020 aumentó a 10 000 USD. En enero de 2022 subió a 12 000 USD. Tesla ofreció una suscripción mensual para FSD en 2021, a un precio de 199 USD por mes. A medida que aumentó el precio, la fracción de propietarios que compraron FSD disminuyó al 12% en 2021, frente al 22% en 2020 y el 37% en 2019. En septiembre de 2022 el precio de Autopilot FSD aumentó a 15 000 USD, y en septiembre de 2023 el precio de Autopilot FSD bajó a 12 000 USD.
En abril de 2024 volvió a bajar hasta los 8000 USD, siendo la cuota mensual de 99 USD.

## Funciones del Seguridad Activa

#### Prevención de salida de carril
La prevención de salida de carril modifica la dirección si el vehículo se desvía hacia (o cerca de) un carril adyacente cuando se circula a una velocidad de entre 64 y 145 km/h en carreteras principales con marcas de carril claramente visibles.

#### Prevención de salida de carril de emergencia
En situaciones de emergencia, el sistema de prevención de salida de carril de emergencia intenta evitar una posible colisión con otro vehículo de un carril adyacente dirigiendo el vehículo de nuevo a su carril mientras circula a una velocidad de entre 64 y 145 km/h. Esto funciona si las cámaras pueden detectar el borde del carril, como una línea de carril o el bordillo. Si se modifica la conducción, oirá una alerta acústica y la pantalla táctil mostrará una advertencia a la vez que resaltará la línea del carril en rojo hasta que el vehículo regrese al carril de conducción.

#### Advertencia de colisión frontal
Las cámaras de visión frontal y el sensor de radar vigilan la zona frente al vehículo para detectar objetos como vehículos, motocicletas, bicicletas o peatones. Si se considera probable que se producirá una colisión a menos que el conductor reaccione de inmediato, la Alerta de colisión frontal emite un sonido y destaca en rojo el vehículo de delante en la pantalla táctil.

#### Frenado de emergencia automático
Las cámaras de visión frontal y el sensor de radar están diseñados para determinar la distancia a un objeto detectado que viaja frente al vehículo. Cuando una colisión frontal parece inevitable, el Frenado de emergencia automático está diseñado para aplicar los frenos con el fin de reducir la gravedad del impacto. Cuando el Frenado de emergencia automático aplica los frenos, la pantalla táctil muestra una advertencia visual y sonará una campana. Podría producirse un descenso brusco del pedal de freno. Se encienden las luces de freno para alertar a otros conductores de la desaceleración.

## Funciones del Autopilot

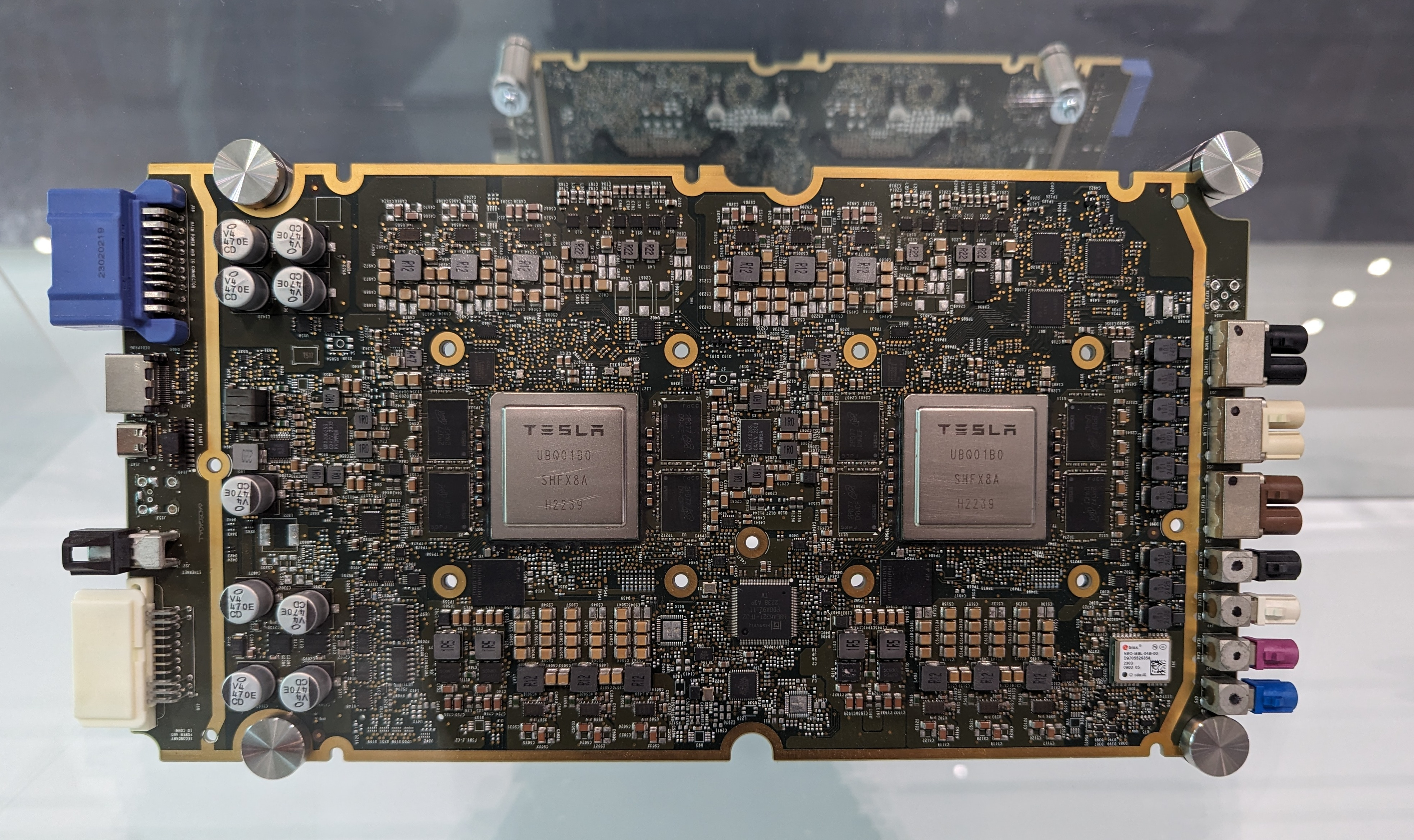
Chip FSD

#### Control de velocidad adaptado al tráfico
El Control de crucero adaptado al tráfico usa las cámaras mirando hacia el frente y el sensor de radar para determinar cuándo hay un vehículo delante de usted en el mismo carril. Si el área delante del vehículo está despejada, el Control de crucero adaptado al tráfico mantendrá una velocidad de conducción establecida. Cuando se detecta un vehículo, el Control de crucero adaptado al tráfico está diseñado para reducir la velocidad según sea necesario para mantener una distancia seleccionada basada en el tiempo con respecto al vehículo que está adelante, hasta la velocidad establecida. Aunque se utilice el Control de crucero adaptado al tráfico, sigue siendo esencial vigilar la carretera y pisar el freno en caso necesario.

#### Autogiro
Autogiro está basado en el Control de crucero consciente del tráfico, y mantiene de manera inteligente el vehículo en el carril al circular a una velocidad determinada. Autogiro también permite usar los intermitentes para desplazarse a un carril adyacente. Valiéndose de las cámaras, el sensor del radar y los sensores ultrasónicos del vehículo, Autogiro detecta las marcas del carril y la presencia de vehículos y objetos para ayudar con la dirección del vehículo.

#### Convocar
Convocar permite aparcar automáticamente y recuperar el vehículo mientras se permanece fuera del vehículo. La función Convocar utiliza datos de los sensores ultrasónicos para mover el vehículo hacia delante y hacia atrás hasta 12 metros dentro o fuera de un área de estacionamiento. El desempeño de la función Convocar depende de la capacidad de los sensores ultrasónicos para determinar la proximidad del vehículo a objetos, personas, animales y otros vehículos.

#### Cambio de carril automático
Cuando circula en autopista, el Cambio automático de carril posicionará el coche en el carril óptimo para prepararse para las incorporaciones y salidas mientras adelanta a los coches más lentos. Los conductores reciben información clara sobre los próximos cambios de carril, así como la personalización de la función de Cambio automático de carril.

#### Navegar en piloto automático
Al usar el Autogiro en una autopista de acceso controlado (una autopista principal en la que los usuarios entran por rampas de acceso y de las que salen por rampas de salida), Navegar en Piloto automático guía al vehículo hacia las rampas de salida y los enlaces de carretera en función de la ruta de navegación. A lo largo de la porción de la autopista de la ruta de navegación, Navegar en Piloto automático también cambia de carril para prepararse para salidas (cambios de carril en función de la ruta) y para minimizar el tiempo de conducción hacia su destino (cambios de carril en función de la velocidad).

#### Autopark (Aparcamiento automático)
Autopark usa los datos de las cámaras, de los sensores ultrasónicos y del GPS para facilitar el estacionamiento en vías públicas maniobrando el vehículo en plazas de aparcamiento en línea y en batería.

#### Smart Summon (Convocación inteligente)
La función Convocación inteligente está diseñada para permitir que el vehículo vaya hasta donde está el conductor (usando el GPS de su teléfono como destino objetivo) o a una ubicación que elija, maniobrando alrededor de los objetos y deteniéndose cuando sea necesario. Convocación inteligente funciona con la aplicación móvil Tesla cuando el teléfono se encuentra a una distancia aproximada de 6 metros del vehículo. Convocación inteligente maniobra el vehículo para salir de plazas de aparcamiento y alrededor de esquinas. Es lo ideal para sacar el vehículo de un espacio de estacionamiento muy justo, atravesar charcos o para que el coche venga a buscar al conductor cuando va cargado. Debe mantener una línea de visión despejada entre el conductor y el vehículo, y vigilar atenta y constantemente el vehículo y sus alrededores.

#### Control de semáforos y señales de stop
El Control de semáforos y señales de stop se ha diseñado para reconocer y responder ante semáforos y señales de stop, lo que hará que el vehículo reduzca su velocidad hasta detenerse cuando use el Control de crucero adaptado al tráfico o Autogiro. Esta función utiliza las cámaras delanteras del vehículo, además de los datos del GPS, y reduce la velocidad del coche tanto en todos los semáforos detectados, ya estén en verde, en ámbar intermitente o apagados, como en señales de stop y en algunas señalizaciones en la carretera. Cuando el vehículo se acerque a una intersección, la pantalla táctil mostrará una notificación para indicar la intención de reducir la velocidad. El conductor debe confirmar que desea continuar o el vehículo se detendrá en la línea roja de la visualización de la conducción que se muestra en la pantalla táctil.

## Conducción autónoma total (FSD)
Full Self-Driving (FSD) es un paquete de actualización de Autopilot que ofrece funciones ADAS adicionales.

### Enfoque
El enfoque de Tesla para tratar de lograr el nivel 5 de SAE es entrenar una red neuronal utilizando el comportamiento de cientos de miles de conductores de Tesla utilizando principalmente cámaras de luz visible e información de los componentes utilizados para otros fines en el automóvil (mapas en dos dimensiones utilizados para la navegación y los sensores ultrasónicos utilizados para el estacionamiento ) Tesla tomó la decisión deliberada de no utilizar lidar, que Elon Musk ha llamado "estúpido, caro e innecesario". Esto hace que el enfoque de Tesla sea marcadamente diferente al de otras compañías como Waymo y Cruise, que entrenan sus redes neuronales utilizando el comportamiento de conductores altamente capacitados, y además, confían en mapas tridimensionales muy detallados (escala centimétrica) y lidar en sus vehículos autónomos.
Según Elon Musk, la autonomía total es "realmente una limitación del software: el hardware existe para crear una autonomía total, por lo que realmente se trata de desarrollar una IA estrecha y avanzada para que el automóvil funcione". El enfoque de desarrollo de Autopilot está en " redes neuronales cada vez más sofisticadas que pueden operar en computadoras de tamaño razonable en el automóvil". Según Musk, "el automóvil aprenderá con el tiempo", incluso de otros automóviles.
El software de Tesla fue entrenado con base en 3 000 000 000 mi (4 828 020 000 kilómetros) recorridas por vehículos Tesla en vías públicas hasta abril de 2020. Hasta enero de 2020 sus competidores habían entrenado su software en decenas de millones de millas en vías públicas, y decenas de miles de millones de millas en simulaciones por computadora. En términos de hardware informático, Tesla diseñó un chip para la conducción autónoma que se ha instalado en sus automóviles desde marzo de 2019 y también desarrolló una supercomputadora de entrenamiento de redes neuronales. Otras empresas de automatización de vehículos, como Waymo, también utilizan conjuntos de chips personalizados y redes neuronales.

### Crítica
La estrategia de conducción autónoma de Tesla ha sido criticada por peligrosa y obsoleta, ya que otras empresas la abandonaron hace años. La mayoría de los expertos creen que el enfoque de Tesla de tratar de lograr vehículos autónomos evitando mapas de alta definición y lidar no es factible. El analista de automóviles Brad Templeton ha criticado el enfoque de Tesla argumentando: "El enfoque sin mapa implica olvidar lo que se aprendió antes y hacerlo todo de nuevo". En un estudio de mayo de 2021 realizado por Guidehouse Insights, Tesla ocupó el último lugar tanto en estrategia como en ejecución en el sector de la conducción autónoma.  Algunos informes en 2019 afirmaron que "prácticamente todos ven [lidar] como un ingrediente esencial para los autos sin conductor" y "los expertos y defensores dicen que agrega profundidad y visión donde la cámara y el radar por sí solos se quedan cortos".
Un estudio de agosto de 2021 realizado por Missy Cummings et al encontró que tres autos Tesla Model 3 exhibieron "variaciones significativas entre vehículos en una serie de métricas relacionadas con el monitoreo del conductor, alertas y operación segura de la autonomía subyacente... sugiriendo que el rendimiento de los sistemas subyacentes de inteligencia artificial y visión por computadora era extremadamente variable".
En julio de 2020, las autoridades alemanas dictaminaron que Tesla engañó a los consumidores con respecto a las "capacidades de sus sistemas de conducción automatizados" y le prohibieron usar cierto lenguaje de marketing que implicaba capacidades de conducción autónoma.
En septiembre de 2021, los académicos legales William Widen y Philip Koopman argumentaron que Tesla ha presentado el FSD como Nivel 2  SAE para "evitar la supervisión regulatoria y los procesos de permisos requeridos para vehículos más automatizados". En cambio, argumentaron que FSD debería considerarse una tecnología Nivel 4 SAE e instaron a los Departamentos de Transporte estatales de los Estados Unidos a que los clasificaran así, dado que los conductores probadores beta los conducen como si trataran de validar un sistema con alto grado de automatización de la conducción, que a menudo revelan situaciones dramáticamente riesgosas creadas por el uso de los vehículos de esta manera".

## Predicciones y despliegue
En marzo de 2015, hablando en una conferencia de Nvidia, Musk declaró:
"No creo que tengamos que preocuparnos por los autos autónomos porque es una especie de forma estrecha de IA. No es algo que me parezca muy difícil. Hacer una conducción autónoma que sea hasta cierto punto mucho más segura que una persona, es mucho más fácil de lo que la gente piensa". ". . . Casi lo veo como un problema resuelto.” 
En diciembre de 2015, Musk predijo una "autonomía completa" para 2018. A finales de 2016, Tesla esperaba demostrar una autonomía total a finales de 2017, y en abril de 2017, Musk predijo que en unos dos años, los conductores podrían dormir en su vehículo mientras se conduce solo. En 2018, Tesla revisó la fecha para demostrar la plena autonomía a finales de 2019.
En febrero de 2019, Musk declaró que la capacidad FSD de Tesla sería " función completa " para fines de 2019:
Creo que este año estará completa la conducción autónoma total. El coche será capaz de encontrarte en un aparcamiento, recogerte y llevarte a tu destino sin tu intervención. Este año. Diría que estoy seguro de eso. No es una interrogación. Sin embargo la gente a veces lo extrapola para decir que ahora funciona bien al 100%, sin requerir atención, perfectamente, y ese no es el caso.
En enero de 2020, Musk afirmó que el software FSD tendría "funciones completas" para fines de 2020, y agregó que la función completa "no significa que las funciones funcionen bien". En agosto de 2020, Musk declaró que 200 ingenieros de software, 100 ingenieros de hardware y 500 " etiquetadores " estaban trabajando en Autopilot y FSD. A principios de 2021, Musk declaró que Tesla proporcionaría autonomía Nivel 5 SAE para fines de 2021 y que Tesla planeaba lanzar un paquete de suscripción mensual para FSD en 2021. Una conversación por correo electrónico entre Tesla y el Departamento de Vehículos Motorizados de California recuperada a través de una solicitud amparada por la Freedom of Information Act de PlainSite contradecía la declaración prospectiva de Musk.

#### Versión de conducción autónoma total FSD beta
En diciembre de 2021 el software FSD beta estaba disponible para los empleados, los miembros del programa de acceso anticipado y más de diez mil usuarios que cumplieron con ciertos criterios de puntuación de seguridad.
En octubre de 2020, Tesla lanzó una versión beta de su software FSD para los evaluadores de EAP, un pequeño grupo de usuarios en los Estados Unidos. Musk declaró que la prueba de FSD beta "será extremadamente lenta [y] cautelosa" y "se limitará a un pequeño número de personas que son conductores expertos y cuidadosos". El lanzamiento del programa beta renovó la preocupación sobre si la tecnología está lista para probarse en la vía pública.
En enero de 2021, la cantidad de empleados y clientes que probaron el software beta FSD fue de "casi 1000" y en mayo de 2021, un par de miles de empleados y clientes. En octubre de 2021, Tesla comenzó el lanzamiento generalizado de FSD Beta para unos 1000 conductores más en EE. UU. La versión beta se volvió accesible para los conductores de Tesla que lograron un 100/100 en un sistema de puntuación de seguridad diseñado por Tesla.
En noviembre de 2021, había alrededor de 11 700 probadores beta de FSD y alrededor de 150 000 vehículos que usaban el sistema de puntuación de seguridad de Tesla (Tesla Score). En enero de 2022 había 60 000 usuarios que participaban en FSD beta. y en mayo de 2022 ya eran más de 100 000 usuarios con el software Autopilot FSD Beta.
En enero de 2023 estaban usando Tesla Autopilot FSD Beta casi los 400 000 usuarios que lo habían comprado en Estados Unidos y Canadá. Desde marzo de 2021 a diciembre de 2022 Tesla FSD Beta había recorrido un acumulado de 90 000 000 mi (144 840 600 kilómetros)
Para abril de 2024, FSD había operado 1 300 000 000 mi (2 092 142 000 kilómetros).

#### Versión de conducción autónoma total FSD supervisada
En enero de 2024 Tesla lanzó la versión FSD Beta v12 que actualiza la pila de conducción urbana a una única red neuronal de extremo a extremo (end-to-end) entrenada con millones de videoclips, reemplazando más de 300 000 líneas de código C++ explícito.
La versión FSD v12 supuso un gran cambio estructural y metodológico:
- Fotones en la entrada, control en la salida.

- Reducción drástica del código heurístico.

- Autonomía generalizada en todo el mundo.

- Aprende más de los vídeos que del código.

- Funciona con menos de 100 vatios en el hardware HW3.

- Entrena las redes neuronales con los datos de alta calidad del mundo real desde una creciente flota de más de 4 millones de vehículos.

- Aprende de los humanos y conduce como los humanos.[110]

A finales de marzo de 2024 Tesla abandonó el término FSD beta y pasó a hablar de FSD supervisada.
El 26 de marzo de 2024 Elon Musk anunció que en Estados Unidos y Canadá todos los Teslas con el hardware FSD (unos 1 700 000) tendrían un mes de prueba de la versión 12.3 de FSD supervisada.
A partir de abril de 2024 en cada entrega de un coche nuevo en Norteamérica era obligatorio instalar y activar el software FSD v12.3.1 o superior y realizar una prueba de conducción con el cliente.
Tesla enfatizó que el sistema no era autónomo todavía y requería la supervisión del conductor.

‘Las funciones actuales necesitan una supervisión activa por parte del conductor y no convierten al coche en autónomo. Algunas de las funciones requieren el uso de los intermitentes y tienen un ámbito limitado. La activación y el uso de estas características sin supervisión dependerá de la posibilidad de conseguir una fiabilidad superior de los conductores humanos, tal como han demostrado miles de millones de kilómetros de experiencia. También depende de la aprobación legislativa, lo que puede llevar más tiempo en algunas jurisdicciones. A medida que vayan evolucionando estas características de conducción automática, su coche se actualizará continuamente mediante actualizaciones de software inalámbricas.‘
Tesla. Abril 2024

En abril de 2024 el precio del FSD Supervisada bajó hasta los 8000 USD, siendo la cuota mensual de 99 USD.
Para abril de 2024, FSD había operado 1300 millones de millas (2093 millones de km) y había alcanzado una capacidad de computación para el entrenamiento de inteligencia artificial equivalente a 35 000 Nvidia H100 y esperaban alcanzar el equivalente a 85 000 Nvidia H100 a finales de 2024.

#### Versión de conducción autónoma total FSD no supervisada
Durante la conferencia de resultados del primer trimestre de 2025 Tesla afirmó que lanzarían el servicio de robotaxi en junio usando FSD no supervisada.
El 23 de abril de 2025 el servicio estaba en pruebas para empleados en Austin y San Francisco y habían realizado 1500 viajes recorriendo 24 000 kilómetros. Esto sirvió para desarrollar y validar las redes FSD, la app móvil, la situación de los vehículos, el control central y las operaciones de asistencia remota.
En julio de 2025 Tesla lanzó su servicio Robotaxi de pago en una zona de Austin, Texas. En el asiento del copiloto había un empleado de Tesla con acceso a un botón de emergencia. El servicio se inició con unas decenas de Tesla Model Y.

## Tesla Dojo
Tesla Dojo (o Proyecto Dojo) es una supercomputadora de entrenamiento de redes neuronales de inteligencia artificial (IA) anunciada por Musk en el Día de la IA de Tesla el 19 de agosto de 2021. Musk lo había mencionado anteriormente en abril de 2019 y agosto de 2020. Musk anunció que el Proyecto Dojo estaría operativo en 2022.
La supercomputadora Dojo utilizará chips Tesla D1, diseñados y producidos por Tesla. Según el director senior de hardware de Autopilot de Tesla, Ganesh Venkataramanan, el chip utiliza un " proceso de fabricación de 7 nanómetros, con 362 teraflops de potencia de procesamiento", y "Tesla coloca 25 de estos chips en una sola 'placa de entrenamiento', y 120 de estas placas se juntan... lo que equivale a más de un exaflop [un millón de teraflops] de potencia". Tesla afirma que Dojo será la computadora de entrenamiento de IA más rápida entre las ofertas de la competencia de Intel y Nvidia . En agosto de 2021 Nvidia afirmó que su actual centro de entrenamiento de IA de Tesla utilizaba 720 nodos de ocho GPU Nvidia A100 Tensor Core (5760 GPU en total) para obtener hasta 1,8 exaflops de rendimiento.
El vicepresidente de investigación de Gartner, Chirag Dekate, dijo: "Tesla Dojo es una supercomputadora específica de IA diseñada para acelerar el aprendizaje automático y las actividades de aprendizaje profundo. Su enfoque de menor precisión limita la aplicabilidad a un contexto de computadora de alto rendimiento (HPC) más amplio". También dijo que las capacidades informadas de Dojo no le otorgan un verdadero estado de HPC, en gran parte porque no se ha probado con los mismos estándares que Fugaku y otras supercomputadoras. Dylan Patel de Semi Analysis sugiere que si bien la entrada/salida es impresionante, la cantidad de memoria es inadecuada y los dos problemas más difíciles (el compilador de software y las interconexiones de placa a placa) aún deben resolverse.
En septiembre de 2021, se publicó el documento técnico (whitepaper) de Tesla Dojo.

## Características de conducción
El Autopilot de Tesla está clasificado como Nivel 2 según los seis niveles (0 a 5) de SAE International de automatización de vehículos. En este nivel, el automóvil puede actuar de forma autónoma, pero requiere que el conductor controle la conducción en todo momento y esté preparado para tomar el control en cualquier momento. El manual del propietario de Tesla establece que el piloto automático no debe usarse en las calles de la ciudad o en las carreteras donde las condiciones del tráfico cambian constantemente; sin embargo, algunas capacidades FSD actuales ("control de señales de alto y tráfico (beta)") y futuras capacidades FSD ("conducción autónoma en las calles de la ciudad") se anuncian para las calles de la ciudad.
| Hardware | Año  | Función y descripción | Requerimientos |
| -------- | ---- | --- | -------------- |
| HW1,2,3  | 2014 | Actualizaciones telemáticas. Autopilot se actualiza como el resto de las actualizaciones de software de Tesla. |                |
| HW1,2,3  | 2014 | Funciones de seguridad. Si Autopilot detecta una colisión potencial frontal o lateral con otro vehículo, bicicleta o peatón a menos de 160 m. suena un aviso. Autopilot dispone de frenado automático de emergencia que detecta objetos que pueden chocar contra el coche y aplica los frenos. El coche también puede girar para tratar de prevenir la colisión. |                |
| HW1,2,3  | 2014 | Visualización. Autopilot incluye una representación de video de parte de lo que ve alrededor. Dibuja los carriles y los vehículos por delante, detrás y por los lados. También pinta la señalización horizontal y los límites de velocidad por lo que ve con las cámaras y por los datos cartográficos. En el hardware HW3 dibuja las señales de stop y los semáforos. Distingue peatones, bicicletas, motocicletas, coches pequeños, SUV y camiones. |                |
| HW1,2,3  | 2014 | Control de crucero adaptativo. La habilidad de mantener un distancia segura al vehículo precedente acelerando o frenando según lo haga el vehículo de delante. Decelera en las curvas cerradas, en los accesos a autovías y cuando otro vehículo entra o sale a la carretera delante del coche. Se puede activar a cualquier velocidad entre 0 y 149 km/h. Por defecto pone el límite al límite marcado para la vía más/menos el margen indicado por el conductor. Ajusta la velocidad objetivo de acuerdo a los cambios en los límites de velocidad de la vía indicados en las señales. Si las condiciones de la vía son malas, el autogiro y el control de velocidad de crucero se desconectan y un aviso visual y acústico indican que el conductor debe tomar el control. |                |
| HW1,2,3  | 2014 | Autogiro. Maneja el coche para mantenerlo en el carril. Es capaz de cambiar de carril cuando el conductor mueve la palanca de intermitentes. En carreteras con carriles pintados HW2 y HW3 limitan su uso hasta 145 km/h, y en carreteras sin carriles pintados está en 5 mph sobre el límite o de 72 km/h si no se detecta un límite. Si el conductor ignora tres avisos para controlar el volante en una hora, Autopilot se desactiva hasta que se inicie un nuevo trayecto. |                |
| HW1,2,3  | 2014 | Aviso de salida de carril. |                |
| HW1,2,3  | 2014 | Velocidad máxima en Autopilot. En marzo de 2017 se subió a 80 mph (129 km/h) y en mayo de 2017 se subió a 90 mph (145 km/h). |                |
| HW1,2,3  | 2014 | Asistente de velocidad. Las cámaras frontales detectan las señales de límite de velocidad y dibujan el límite actual en el display. Los límites se comparan con los datos de la cartografía GPS si no se detectan señales verticales o si el vehículo dispone de HW2 or HW2.5. |                |
| HW1,2,3  | 2014 | Convocación básica. Mueve el coche desde o hacia un espacio estrecho usando la aplicación móvil o un mando de llave estando el conductor fuera del coche. | EAP o FSD      |
| HW1,2,3  | 2014 | Aviso de colisión frontal. |                |
| HW2,3    | 2014 | Cambio de carril automático. El conductor activa el intermitente y el sistema hace el cambio de carril cuando es seguro hacerlo. El Autogiro se desactiva en un cambio de carril manual. En 2019 se retiró la necesidad de que el conductor activara el intermitente (no en Europa). | EAP o FSD      |
| HW1,2,3  | 2015 | Asistente de aparcamiento. Aparca el coche en paralelo o en batería. El conductor no necesita estar dentro del coche. | EAP o FSD      |
| HW2,3    | 2016 | Navegar en Autopilot (Beta). Conduce desde la entrada a la salida de autopista. En la versión inicial el conductor tenía que poner el intermitente para los cambios de carril. En 2019 se añadieron los cambios de carril automáticos y la elección de carril basada en la velocidad. El conductor necesita supervisar la conducción. En Europa no se aplican los cambios de carril automáticos. | EAP o FSD      |
| HW2,3    | 2018 | Aceleración consciente de obstáculos. |                |
| HW2,3    | 2019 | Aviso acústico de colisión en los ángulos muertos. |                |
| HW1,2,3  | 2019 | Prevención de salida del carril. |                |
| HW2,3    | 2019 | Prevención de salida de carril de emergencia. |                |
| HW2,3    | 2019 | Convocación inteligente. Smart Summon. Permite convocar al coche con el teléfono inteligente a menos de 50 m en una propiedad privada (aparcamientos). El coche acudirá evitando los obstáculos. (No en Europa) | EAP o FSD      |
| HW3      | 2019 | FSD hardware. Tesla afirmó desde 2016 que todos los vehículos con HW2 tenían todo el hardware necesario para FSD. Sin embargo se requirieron mejoras de hardware. (Una mejora de HW2 o HW2.5 hacia HW3 es gratis para los habían comprado FSD.) Tesla afirmó que el software actual se actualizará para proporcionar FSD en el futuro, sin necesidad de hardware adicional. |                |
| HW3      | 2019 | Reconocimiento de semáforos y señales de Stop. | FSD            |
| HW3      | 2020 | Control de semáforos y señales de Stop (Beta). Cuando se use el control de velocidad de crucero adaptativo o el Autogiro, esta función se detendrá en las señales de Stop y en los semáforos que no estén en verde. Ne será precisa la confirmación del conductor para pasar un semáforo en verde. (En Europa se necesita la confirmación del conductor). Aviso acústico cuando el semáforo se pone verde (Se puede activar o desactivar en las preferencias). | FSD            |
| HW3      | 2020 | Autogiro en calles de ciudad (acceso limitado para FSD Beta) | FSD            |
| HW3      | 2020 | FSD (acceso limitado Beta) | FSD            |
| HW4      | 2023 | FSD (acceso limitado Beta) | FSD            |

## Hardware

### Hardware del Autopilot
El hardware del Autopilot ha tenido varias generaciones comenzando con el sistema Mobileye usado en AP1. Después Tesla produjo el AP (o HW2), el HW2.5, el HW3 (o full self driving computer), el HW4 y el AI5.
| Función                                    | Autopilot 1                       | EAP (Autopilot mejorado)          | FSD (Requiere EAP)                | Autopilot (desde 27/2/2019) | FSD (requiere Autopilot)        | FSD (requiere Autopilot) | FSD (requiere Autopilot) | FSD (requiere Autopilot) |
| ------------------------------------------ | --------------------------------- | --------------------------------- | --------------------------------- | --------------------------- | ------------------------------- | ------------------------ | ------------------------ | ------------------------ |
| Disponibilidad inicial                     | octubre de 2014 a octubre de 2016 | octubre de 2016 a febrero de 2019 | octubre de 2016 a febrero de 2019 | febrero de 2019 en adelante | febrero de 2019 a enero de 2022 | enero-agosto de 2022     | septiembre de 2022       | septiembre de 2023-      |
| Control de velocidad de crucero adaptativo | Sí                                | Sí                                | Sí                                | Sí                          | Sí                              | Sí                       | Sí                       | Sí                       |
| Mantenimiento de carril                    | Sí                                | Sí                                | Sí                                | Sí                          | Sí                              | Sí                       | Sí                       | Sí                       |
| Cambio de carril automático                | Sí                                | No                                | Sí                                |                             | Sí                              | Sí                       | Sí                       | Sí                       |
| Convocar                                   | Sí                                | Sí                                | Sí                                | No                          | Sí                              | Sí                       | Sí                       | Sí                       |
| Convocar inteligente                       | No                                | Sí                                | Sí                                | No                          | Sí                              | Sí                       | Sí                       | Sí                       |
| Aparcamiento automático                    | Sí                                | Sí                                | Sí                                | No                          | Sí                              | Sí                       | Sí                       | Sí                       |
| Navegar sobre Autopilot                    | No                                | Sí                                | Sí                                | No                          | Sí                              | Sí                       | Sí                       | Sí                       |
| Obedecer semáforos y señales               | No                                | No                                | Sí                                | No                          | Sí                              | Sí                       | Sí                       | Sí                       |
| Navegar calles de ciudad                   | No                                | No                                | Sí                                | No                          | Sí                              | Sí                       | Sí                       | Sí                       |
| Precio antes de la entrega                 | 2500 USD                          | 5000 USD                          | 3000 USD                          | Incluido                    | 10000 USD                       | 12000 USD                | 15000 USD                | 12000 USD                |
| Precio tras la entrega                     | 3000 USD                          | 7000 USD                          | 5000 USD o 99 USD/mes             | Incluido                    | 10000 USD o 199 USD/mes         | por determinar           | por determinar           | por determinar           |

### Resumen
| Nombre del equipo                                         | Hardware de Autopilot 1                       | Hardware de Autopilot mejorado 2.0                                                                                       | Hardware de Autopilot mejorado 2.5                                                                                       | Hardware para conducción autónoma FSD 3                                                                                  | Hardware para conducción autónoma FSD 3                                                                                  | Hardware para conducción autónoma FSD 3                                                                                  | Hardware 4 |
| Fecha de disponibilidad inicial                           | 2014                                          | octubre de 2016 | agosto de 2017 | abril de 2019 | mayo de 2021 | octubre de 2022 | febrero de 2023 |
| Ordenadores                                               |                                               | | | | | | |
| Plataforma                                                | MobilEye EyeQ3                                | Plataforma informática NVIDIA DRIVE PX 2 AI                                                                              | NVIDIA DRIVE PX 2 con nodo secundario habilitado                                                                         | Dos procesadores idénticos (12 núcleos) diseñados por Tesla "FSD 1 Chip"                                                 | Dos procesadores idénticos (12 núcleos) diseñados por Tesla "FSD 1 Chip"                                                 | Dos procesadores idénticos (12 núcleos) diseñados por Tesla "FSD 1 Chip"                                                 | Tres procesadores idénticos (20 núcleos) diseñados por Tesla "FSD 2 Chip"                                              |
| Sensores                                                  |                                               | | | | | | |
| Radar delantero                                           | 160 metros (525 pies)                         | 160 metros (525 pies) | 170 metros (558 pies) | 170 metros (558 pies) | Ninguno | Ninguno | Model S & X: 300 metros (984 pies). Model 3 & Y: Ninguno.                                                              |
| Matriz de filtros de color de las cámaras frontal/lateral | N / A                                         | RCCC | RCCB | RCCB | RCCB | RCCB | |
| Cámaras delanteras                                        | 1 monocromo con rango desconocido             | 3: - Estrecha (35°): 250 metros (820 pies) - Principal (50°): 150 metros (492 pies) - Ancha (120°): 60 metros (197 pies) | 3: - Estrecha (35°): 250 metros (820 pies) - Principal (50°): 150 metros (492 pies) - Ancha (120°): 60 metros (197 pies) | 3: - Estrecha (35°): 250 metros (820 pies) - Principal (50°): 150 metros (492 pies) - Ancha (120°): 60 metros (197 pies) | 3: - Estrecha (35°): 250 metros (820 pies) - Principal (50°): 150 metros (492 pies) - Ancha (120°): 60 metros (197 pies) | 3: - Estrecha (35°): 250 metros (820 pies) - Principal (50°): 150 metros (492 pies) - Ancha (120°): 60 metros (197 pies) | Todos: - Principal (50°): 150 metros (492 pies) - Ancha (120°): 60 metros (197 pies) Model S & X: Cámara en paragolpes |
| Cámaras laterales que miran hacia adelante                | N / A                                         | - Izquierda (90°): 80 metros (262 pies) - Derecha (90°): 80 metros (262 pies)                                            | - Izquierda (90°): 80 metros (262 pies) - Derecha (90°): 80 metros (262 pies)                                            | - Izquierda (90°): 80 metros (262 pies) - Derecha (90°): 80 metros (262 pies)                                            | - Izquierda (90°): 80 metros (262 pies) - Derecha (90°): 80 metros (262 pies)                                            | - Izquierda (90°): 80 metros (262 pies) - Derecha (90°): 80 metros (262 pies)                                            | 5 MP |
| Cámaras laterales que miran hacia atrás                   | N / A                                         | - Izquierda: 100 metros (328 pies) - Derecha: 100 metros (328 pies)                                                      | - Izquierda: 100 metros (328 pies) - Derecha: 100 metros (328 pies)                                                      | - Izquierda: 100 metros (328 pies) - Derecha: 100 metros (328 pies)                                                      | - Izquierda: 100 metros (328 pies) - Derecha: 100 metros (328 pies)                                                      | - Izquierda: 100 metros (328 pies) - Derecha: 100 metros (328 pies)                                                      | 5 MP |
| Sonares                                                   | 12 rodeando con alcance de 5 metros (16 pies) | 12 rodeando con alcance de 8 m (26 pies)                                                                                 | 12 rodeando con alcance de 8 m (26 pies)                                                                                 | 12 rodeando con alcance de 8 m (26 pies)                                                                                 | 12 rodeando con alcance de 8 m (26 pies)                                                                                 | Ninguno | Ninguno |

Notas
1. ↑  Todos los automóviles vendidos después de octubre de 2016 están equipados con Hardware 2.0, que incluye ocho cámaras (que cubren 360° completos alrededor del automóvil), un radar orientado hacia adelante y doce sonares (que también cubren 360° completos). Los compradores pueden elegir una opción de costo adicional para comprar el "Piloto automático mejorado" o la "Conducción autónoma total" para habilitar funciones. Las características de mitigación de colisiones frontales y laterales son estándar en todos los autos.[182]
2. ↑  También conocido como "Hardware 2.1"; Incluye redundancia adicional de computación y cableado para mejorar la confiabilidad.[183]
3. ↑  Tesla la describió como una supercomputadora para la conducción autónoma.[184]

### Hardware HW1
Los vehículos fabricados después de finales de septiembre de 2014 están equipados con una cámara montada en la parte superior del parabrisas, un radar de visión delantera en la parrilla inferior y sensores ultrasónicos de ubicación en los parachoques delantero y trasero que brindan una vista de 360 grados. alrededor del coche. La computadora es Mobileye EyeQ3. Este equipo permite que el Tesla Model S detecte señales de tráfico, marcas de carriles, obstáculos y otros vehículos.
El cambio de carril automático puede iniciarse cuando el conductor activa el intermitente cuando es seguro (debido a la capacidad de alcance limitado ultrasónico de 5 metros), y luego el sistema completa el cambio de carril. En 2016, el HW1 no detectó peatones ni ciclistas, y aunque Autopilot detecta motocicletas, ha habido dos casos de automóviles HW1 que chocaron por detrás con motocicletas.
No se ofrece la actualización del hardware 1 al hardware 2, ya que requeriría un trabajo y un costo considerables.

### Hardware HW2

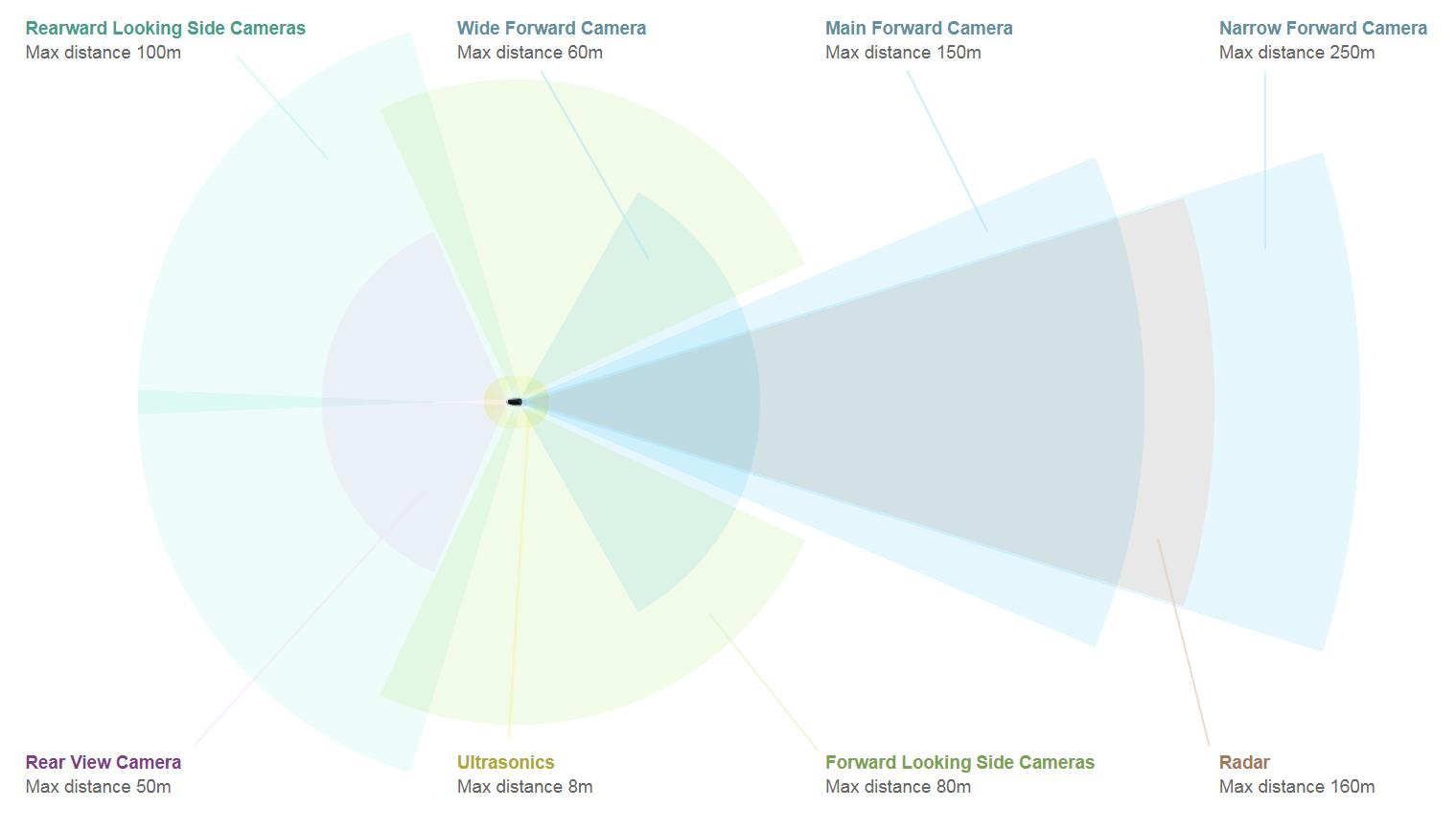
Cobertura de cámara y radar Tesla HW2 como se muestra en el sitio web de Tesla

El HW2, incluido en todos los vehículos fabricados después de octubre de 2016, incluye una GPU Nvidia Drive PX 2 para el cálculo de GPGPU basado en CUDA . Tesla afirmó que HW2 proporcionó el equipo necesario para permitir la capacidad de FSD en el nivel 5 de SAE. El hardware incluye ocho cámaras envolventes y 12 sensores ultrasónicos, además de un radar frontal con capacidades de procesamiento mejoradas. La computadora del Autopilot es reemplazable para permitir actualizaciones futuras. El radar puede observar debajo y delante del vehículo frente al Tesla; el radar puede ver vehículos a través de fuertes lluvias, niebla o polvo. Tesla afirmó que el hardware era capaz de procesar 200 fotogramas por segundo.
Cuando se habilitó el "Autopilot mejorado" EAP en febrero de 2017 mediante la actualización de software v8.0 (17.5.36), las pruebas mostraron que el sistema se limitaba a usar una de las ocho cámaras integradas: la cámara frontal principal. La actualización de software v8.1 lanzada un mes después habilitó una segunda cámara, la cámara frontal de ángulo estrecho.

### Hardware HW2.5
En agosto de 2017, Tesla anunció que HW2.5 incluía un nodo de procesador secundario para proporcionar más potencia informática y redundancia de cableado adicional para mejorar ligeramente la fiabilidad; también habilitó las capacidades de dashcam (grabación de vídeo) y modo centinela.

### Hardware HW3
Según el director de inteligencia artificial de Tesla, Andrej Karpathy, a partir del tercer trimestre de 2018, Tesla entrenó grandes redes neuronales que funcionan, pero que no pudieron implementarse en vehículos Tesla construidos hasta ese momento debido a sus recursos computacionales insuficientes. HW3 proporciona los recursos necesarios para ejecutar estas redes neuronales.
HW3 incluye un sistema a medida diseñado por Tesla en un chip fabricado con un proceso de 14 nm por Samsung. Jim Keller y Pete Bannon, entre otros arquitectos, dirigieron el proyecto desde febrero de 2016 y se hicieron cargo durante 18 meses. Tesla afirmó que el nuevo sistema procesa 2300 fotogramas por segundo (fps), lo que representa una mejora de 21 veces con respecto a la capacidad de procesamiento de imágenes de 110 fps de HW2.5. La firma lo describió como un "acelerador de redes neuronales". Cada chip es capaz de 36 billones de operaciones por segundo, y hay dos chips para obtener redundancia. La compañía afirmó que HW3 era necesario para FSD, pero no para las funciones de "Autopilot mejorado" EAP.
La primera disponibilidad de HW3 fue en abril de 2019. Los clientes con HW2 o HW2.5 que compraron el paquete FSD son elegibles para una actualización a HW3 sin costo.
Tesla afirma que HW3 tiene un rendimiento mejorado 2.5 veces sobre HW2.5 con una potencia 1.25 veces mayor y un costo 0.2 veces menor. HW3 presenta doce CPU ARM Cortex-A72 que funcionan a 2.6 GHz, dos aceleradores de redes neuronales que funcionan a 2 GHz y una GPU Mali operando a 1 GHz.

### Hardware HW4
Samsung fabrica el procesador para Hardware HW4 en Hwasung, Corea del Sur, en un proceso de 7 nm . El SoC personalizado se llama "FSD Computer 2".
En febrero de 2023 Tesla comenzó a instalar el hardware HW4 en algunos vehículos. Tiene unas dimensiones diferentes al HW3, por lo que no es posible su actualización (retrofit). La GPU queda integrada en la placa madre, por lo que la unidad es más fina. Tiene la misma AMD CPU y GPU. Dispone de los mismos 256G NVMe y 16G RAM. Usa procesadores basados en el Samsung Exynos-IP aumentando los núcleos de 12 a 20 (5 clusters de 4 núcleos cada uno), con una frecuencia máxima de 2.35GHz, y una frecuencia en reposo de 1.37GHz. Los núcleos TRIP pasan de 2 a 3, con una frecuencia máxima de 2.2 GHz. Todo está duplicado porque hay dos SoCs por placa. La placa es simétrica y tiene conectores de corriente simétricos en cada lado. La placa tiene conectores para hasta 12 cámaras y dispone de un nuevo módulo GPS.

### Hardware HW5
Musk anunció el Hardware 5 (HW5), renombrado como AI5, durante el encuentro anual de Tesla el 13 de junio de 2024. Afirmó que el lanzamiento previsto era para enero de 2026. AI5 sería diez veces más potente que el HW4. Usaría hasta 800 vatios cuando procesara entornos complejos, frente a un máximo de 300 vatios del HW3 o HW4.

### «Tesla Vision»
A fines de mayo de 2021, Elon Musk publicó en Twitter que el "Pure Vision Autopilot" estaba comenzando a implementarse. El sistema, que Tesla denomina "Tesla Vision", elimina el radar frontal del paquete de hardware del Autopilot en los vehículos Model 3 y Model Y construidos para el mercado norteamericano y entregados en mayo de 2021 y después. Para los vehículos sin radar delantero, se aplicaron limitaciones temporales a ciertas funciones, como Autogiro, y otras funciones (Smart Summon y Emergency Lane Departure Avoidance) se deshabilitaron, pero Tesla prometió restaurar las funciones "en las próximas semanas... a través de un serie de actualizaciones de software inalámbricas".  En respuesta, la Administración Nacional de Seguridad del Tráfico en las Carreteras de EE. UU. (NHTSA, por sus siglas en inglés) rescindió las marcas de verificación de la agencia para advertencia de colisión frontal, frenado automático de emergencia, advertencia de cambio de carril y soporte de freno dinámico, aplicables a los vehículos Model 3 y Model Y fabricados a partir del 27 de abril de 2021. Consumer Reports eliminó el Model 3 de sus Top Picks, y el Instituto de Seguros para la Seguridad en las Carreteras (IIHS) anunció planes para eliminar el Model 3 como Top Safety Pick+, pero después de más pruebas, ambas organizaciones restauraron esas designaciones.
En diciembre de 2021, el New York Times informó que Musk fue quien tomó las decisiones detrás del enfoque de solo cámara y "les dijo repetidamente a los miembros del equipo de Autopilot que los humanos podían conducir con solo dos ojos y que esto significaba que los automóviles deberían poder conducir solo con cámaras".  Varios expertos en vehículos autónomos fueron citados denunciando la analogía.

## Comparaciones
- En 2018, Consumer Reports calificó a Tesla Autopilot como el segundo mejor de cuatro (Cadillac, Tesla, Nissan, Volvo) "sistemas de conducción parcialmente automatizados".[228] El Autopilot obtuvo una puntuación alta por sus capacidades y facilidad de uso, pero fue peor en mantener al conductor atento que los sistemas de otros fabricantes.[228] Consumer Reports también encontró múltiples problemas con la función de cambio de carril automático de Autopilot, como pasar demasiado cerca de otros autos y adelantar por el carril de la derecha cuando el izquierdo circula más lento en una autopista.[229]
- En 2018, el Instituto de Seguros para la Seguridad en las Carreteras (IIHS) comparó los "sistemas avanzados de asistencia al conductor" de Tesla, BMW, Mercedes y Volvo y afirmó que el Tesla Model 3 experimentó la menor cantidad de incidentes de cruzar una línea de carril, tocar una línea de carril o desconectarse.[230]
- En febrero de 2020, Car and Driver comparó Cadillac Super Cruise, comma.ai y Autopilot.[231] Llamaron a Autopilot "uno de los mejores", destacando su interfaz de usuario y versatilidad, pero criticándolo por desviarse bruscamente.
- En junio de 2020, Digital Trends comparó la conducción autónoma de Cadillac Super Cruise y el piloto automático de Tesla.[232] La conclusión: "Super Cruise es más avanzado, mientras que Autopilot es más completo".
- En octubre de 2020, el Programa europeo de evaluación de automóviles nuevos (New Car Assessment Program) otorgó al Autopilot Tesla Model 3 una puntuación de "moderado".[233]
- También en octubre de 2020, Consumer Reports evaluó 17 sistemas de asistencia al conductor y concluyó que Tesla Autopilot estaba "en un distante segundo lugar" detrás del Super Cruise de Cadillac, aunque Autopilot ocupó el primer lugar en las categorías "Capacidades y rendimiento" y "Facilidad de uso".[234][235]
- En febrero de 2021, una revisión de Motor Trend comparó Super Cruise y Autopilot y dijo que Super Cruise era mejor, principalmente debido a la seguridad.[236]

## Preocupaciones de seguridad
La Junta Nacional de Seguridad en el Transporte (NTSB, por sus siglas en inglés) criticó la falta de protección del sistema de Tesla en un accidente fatal de Autopilot en California en 2018, y por no prever ni prevenir el "abuso predecible" de Autopilot por parte del conductor. El Center for Auto Safety and Consumer Watchdog solicitó investigaciones federales y estatales sobre Autopilot y la comercialización de la tecnología por parte de Tesla, que creen que es "peligrosamente engañosa y equívoca", dando a los consumidores la falsa impresión de que sus vehículos son autónomos o que conducen solos. Los expertos en seguridad del Reino Unido calificaron el Autopilot de Tesla como "especialmente engañoso". Un estudio de IIHS de 2019 mostró que el nombre "Autopilot" hace que más conductores perciban erróneamente comportamientos como enviar mensajes de texto o tomar una siesta para estar seguros, en comparación con sistemas similares de asistencia al conductor de nivel 2 de otras compañías automotrices. Las funciones de Autopilot y FSD de Tesla fueron criticadas en un informe de mayo de 2020 publicado en ScienceDirect titulado "Autonowashing: The Greenwashing of Vehicle Automation" (El lavado de cara de los coches autónomos).
En junio de 2021, la NHTSA anunció una orden que exige a los fabricantes de automóviles que informen de los accidentes que involucren vehículos equipados con funciones ADAS en los Estados Unidos.  Esta orden se produjo en medio de un mayor escrutinio regulatorio de tales sistemas, especialmente el Autopilot de Tesla. Un estudio del MIT publicado en septiembre de 2021 afirmó que el Autopilot no es tan seguro como dice Tesla e induce a que los conductores no presten atención a la conducción.

### Monitoreo del conductor
Se han encontrado conductores durmiendo al volante, conduciendo bajo la influencia del alcohol y realizando otras tareas inapropiadas con el Autopilot activado. Inicialmente, Tesla decidió no utilizar las opciones de monitoreo del conductor para limitar tales actividades. No fue hasta finales de mayo de 2021 que una nueva versión del software OTA activó las cámaras internas de los nuevos Model 3 y Model Y (es decir, los primeros automóviles como parte del cambio a Tesla Vision) para monitorear a los conductores que usan Autopilot. Los autos Model S y Model X fabricados antes de 2021 no tienen una cámara interior y, por lo tanto, físicamente no pueden ofrecer tales capacidades, aunque se espera que las versiones actualizadas tengan una. Una revisión del sistema de monitoreo basado en cámaras en la cabina realizada por Consumer Reports encontró que los conductores aún podían usar el Autopilot incluso cuando miraban hacia otro lado de la carretera o usaban sus teléfonos, y también podían habilitar el software FSD beta "con la cámara cubierta".

### Detección de vehículos parados a gran velocidad
Es posible que el Autopilot no detecte vehículos estacionarios; el manual dice: "El control de crucero consciente del tráfico no puede detectar todos los objetos y es posible que no frene/desacelere ante los vehículos parados, especialmente en situaciones en las que conduce más de 50 mph (80 km/h) y un vehículo que está siguiendo se sale de su ruta de conducción y en su lugar hay un vehículo u objeto parado frente a usted". Esto ha dado lugar a numerosos accidentes con vehículos de emergencia detenidos. Este es el mismo problema que tiene cualquier automóvil equipado solo con control de crucero adaptativo o frenado de emergencia automático (por ejemplo, Volvo Pilot Assist).

### Comportamiento peligroso e inesperado
En una encuesta de Bloomberg de 2019, cientos de propietarios de Tesla informaron comportamientos peligrosos con el Autopilot, como frenado fantasma, desviarse del carril o no detenerse por peligros en la carretera. Con respecto específicamente al frenado fantasma, The Washington Post publicó un artículo en febrero de 2022 que detalla un aumento en las quejas ante la NHTSA sobre falsos positivos en su sistema automático de frenado de emergencia. Algunos usuarios del Autopilot también informaron que el software falla y se apaga repentinamente, colisiones con guardarraíles en accesos a autopista, fallas de radar, desvíos inesperados, seguimiento de vehículos y cambios de velocidad desiguales.
Ars Technica señala que la frenada tiende a iniciarse más tarde de lo que esperan algunos conductores. Un conductor afirmó que el Autopilot de Tesla no pudo frenar, lo que provocó colisiones, pero Tesla señaló que el conductor desactivó el control de crucero del automóvil antes del choque. Ars Technica también señala que, si bien los cambios de carril pueden ser semiautomáticos (si el piloto automático está activado y el vehículo detecta automóviles que se mueven lentamente o si se requiere que permanezca en la ruta, el automóvil puede cambiar de carril automáticamente sin ninguna intervención del conductor), el conductor debe mostrarle al auto que está prestando atención tocando el volante antes de que el auto haga el cambio. En 2019, Consumer Reports afirmó que la función de cambio de carril automático de Tesla era "mucho menos competente que un conductor humano".
En octubre de 2021, se lanzó la versión 10.3 del software "Full Self-Driving" beta con diferentes perfiles de conducción para controlar el comportamiento del vehículo, con la marca 'Chill', 'Promedio' y 'Asertive'; el perfil 'asertivo' atrajo una cobertura negativa en enero de 2022 por anunciar que "puede realizar paradas continuas " (pasar por señales de Stop a hasta 5,6 mph (9 km/h)), cambios frecuentes de carril y disminuir la distancia de seguimiento . El 1 de febrero, después de que la NHTSA informara a Tesla que no detenerse completamente en una señal de stop puede aumentar el riesgo de un choque y amenazó con "acción inmediata" por "opciones de diseño intencionales que no son seguras", Tesla actualizó casi 54 000 vehículos para desactivar el comportamiento de parada rodante. Se implementó a través de una rutinaria actualización remota de software.

### Regulación
Un portavoz de la NHTSA dijo que "cualquier vehículo autónomo debería cumplir con los estándares federales de seguridad de vehículos motorizados aplicables" y la NHTSA "tendrá las políticas y regulaciones apropiadas para garantizar la seguridad de este tipo de vehículos". El 1 de febrero de 2021, Robert Sumwalt, presidente de la NTSB, escribió una carta a la NHTSA con respecto al "Marco para la seguridad del sistema de conducción automatizada" de esa agencia, que se había publicado para alegaciones en diciembre de 2020. En la carta, Sumwalt recomendó que la NHTSA incluyera el monitoreo del usuario como parte del marco de seguridad y reiteró que "la falta de medidas de seguridad apropiadas de Tesla y la inacción de la NHTSA" para actuar sobre la recomendación de la NTSB "que la NHTSA desarrolle un método para verificar que los fabricantes de vehículos equipados con el nivel 2 incorpora salvaguardas del sistema que limitan el uso de sistemas de control de vehículos automatizados a las condiciones para las que fueron diseñados" fue una causa que contribuyó a un accidente fatal de un vehículo en Delray Beach, Florida.: 7 
NHTSA anunció la Orden General Permanente 2021-01 el 29 de junio de 2021. Según esta Orden General, los fabricantes y operadores de vehículos equipados con sistemas avanzados de asistencia al conductor (ADAS, SAE J3016 Nivel 2) o sistemas de conducción automatizada (ADS, SAE Nivel 3 o superior) deben informar de los accidentes.  Se emitió una orden modificada que entró en vigor el 12 de agosto. La notificación se limita a choques en los que el ADAS o ADS se activó dentro de los 30 segundos anteriores al choque que involucran una lesión que requiere hospitalización, una muerte, un vehículo remolcado desde la escena, el despliegue de una bolsa de aire (airbag) o que involucra a un "usuario vulnerable de la carretera". " (por ejemplo, peatón o ciclista); estos accidentes deben informarse a la NHTSA dentro de un día natural, y se requiere un informe actualizado dentro de los 10 días naturales. : 13–14 

### Casos judiciales
El Autopilot de Tesla fue objeto de una demanda colectiva presentada en 2017 que afirmaba que el sistema de Autopilot mejorado de segunda generación era "peligrosamente defectuoso". La demanda se resolvió en 2018; propietarios que habían pagado US$5000 (equivalente a $6348 en 2023) en 2016 y 2017 por equipar sus autos con el software Autopilot actualizado fueron compensados entre $20 y $280 por el retraso en la implementación de Autopilot 2.0.
En julio de 2020, un tribunal alemán dictaminó que Tesla hizo promesas exageradas sobre su tecnología Autopilot y que el nombre "Autopilot" creó la falsa impresión de que el automóvil podía conducir solo.
El 16 de agosto de 2021, después de informes de 17 lesiones y una muerte en accidentes automovilísticos que involucraron vehículos de emergencia, los reguladores de seguridad automotriz de EE. UU. abrieron una investigación de seguridad formal sobre el sistema de asistencia al conductor Autopilot de Tesla.
El 31 de julio de 2025, un jurado condenó a Tesla a pagar 329 millones de dolares estadounidenses por un accidente mortal en el que estuvo implicado el sistema Autopilot. Tesla apeló la sentencia. El conductor George McGee conducía a 100 km/h su Tesla Model S con el Autopilot activado y el acelerador pisado, por lo que la función de frenado del Autopilot quedaba desactivada. McGee afirmó que se le cayó el teléfono al suelo y cuando fue a recogerlo tuvo el accidente. Se saltó una señal de stop, un semáforo rojo intermitente, derribó otra señal vertical y chocó contra un Chevrolet Tahoe, que a su vez impactó contra la pareja que había salido de su vehículo. Naibel Benavides León, de 22 años, falleció y Dillon Angulo, de 27 años, sufrió lesiones graves. La policía no realizó pruebas de alcoholemia ni drogas a McGee. El jurado determinó que un 67% de la responsabilidad era de McGee y un 33% era de Tesla. Previamente McGee había llegado a un acuerdo extrajudicial con las víctimas.

### Estadísticas de seguridad
En 2016, los datos después de 47 000 000 mi (75 638 980 kilómetros) de conducción en modo de Autopilot mostraron que la probabilidad de un accidente era al menos un 50 % menor cuando se usaba el modo de Autopilot.
Durante la investigación del accidente fatal de mayo de 2016 en Williston, Florida, la NHTSA publicó un informe en enero de 2017 que indicó que "la tasa de accidentes de los vehículos Tesla se redujo en casi un 40 por ciento después de la implementación de Autogiro (mediante una actualización de software)".

‘Crash rates. ODI analyzed mileage and airbag deployment data supplied by Tesla for all MY 2014 through 2016 Model S and 2016 Model X vehicles equipped with the Autopilot Technology Package, either installed in the vehicle when sold or through an OTA update, to calculate crash rates by miles travelled prior to (Approximately one-third of the subject vehicles accumulated mileage prior to Autopilot installation) and after Autopilot installation (The crash rates are for all miles travelled before and after Autopilot installation and are not limited to actual Autopilot use). Figure 11 shows the rates calculated by ODI for airbag deployment crashes in the subject Tesla vehicles before and after Autosteer installation. The data show that the Tesla vehicles crash rate dropped by almost 40 percent after Autosteer installation.‘
‘Tasas de colisión. ODI analizó el kilometraje y los datos suministrados por Tesla sobre la activación de las bolsas de aire (airbags) de todos los Tesla S y X denominados MY 2014, MY 2015 y MY 2016 equipados con el paquete Autopilot, tanto los instalados en la fecha de compra (aproximadamente un tercio de los vehículos acumularon kilómetros antes de la activación del Autopilot) como los que la instalaron mediante una actualización de software telemática (OTA), y calculó las tasas de colisiones por kilómetros recorridos antes y después de la activación del Autopilot (las tasas de colisión están calculadas para todos los kilómetros recorridos, y no solo los recorridos en Autopilot). El gráfico muestra las tasas cayeron casi un 40% tras la activación del Autopilot.’
NHTSA

### Informes trimestrales de seguridad

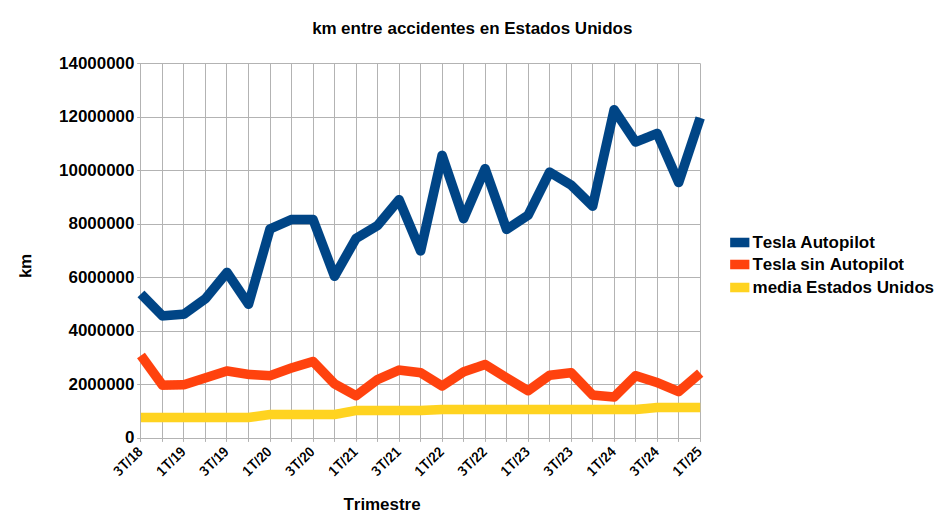
Gráfica de kilómetros recorridos entre accidentes de los vehículos Tesla comparada con la media nacional en Estados Unidos.

En el tercer trimestre de 2018 Tesla comenzó a publicar una estadística trimestral de accidentes graves comparándola con la media de Estados Unidos.
En el primer trimestre de 2024 Tesla afirmó que sus vehículos registraron un accidente grave por cada 12.3 millones de kilómetros en los que estaba activado el Autopilot. Cuando el Autopilot no estaba activado se produjo un accidente grave por cada 1.5 millones de kilómetros. Según la National Highway Traffic Safety Administration (NHTSA) en Estados Unidos hubo un accidente grave por cada 1.07 millones de kilómetros. Por lo tanto la probabilidad de accidente grave fue unas 11 veces inferior en un Tesla con el Autopilot activado y unas 1.4 veces inferior sin el Autopilot activado con respecto a la media del coche de Estados Unidos.
En abril de 2019 el Autopilot comenzó a venir de serie en todos los vehículos Tesla, mientras que la capacidad de conducción autónoma (Full Self Driving Capability) era opcional.
| Trimestre | Millones de kilómetros recorridos por accidente, de modo que números más altos implican menores tasas de accidentes. | Millones de kilómetros recorridos por accidente, de modo que números más altos implican menores tasas de accidentes. | Millones de kilómetros recorridos por accidente, de modo que números más altos implican menores tasas de accidentes. | Veces mejor Autopilot que la media |
| Trimestre | Tesla con Autopilot activado                                                                                         | Tesla sin Autopilot activado                                                                                         | Media EE. UU. | Veces mejor Autopilot que la media |
| 3T 2018   | 5.39 | 3.09 | 0.77 | 7.0                                |
| 4T 2018   | 4.57 | 1.98 | 0.77 | 5.9                                |
| 1T 2019   | 4.63 | 2.00 | 0.78 | 6.0                                |
| 2T 2019   | 5.21 | 2.25 | 0.78 | 6.7                                |
| 3T 2019   | 6.19 | 2.51 | 0.78 | 8.0                                |
| 4T 2019   | 5.00 | 2.38 | 0.78 | 6.4                                |
| 1T 2020   | 7.82 | 2.33 | 0.89 | 8.8                                |
| 2T 2020   | 8.17 | 2.62 | 0.89 | 9.2                                |
| 3T 2020   | 8.19 | 2.86 | 0.89 | 9.2                                |
| 4T 2020   | 6.05 | 2.03 | 0.89 | 6.8                                |
| 1T 2021   | 7.47 | 1.58 | 1.05 | 7.1                                |
| 2T 2021   | 7.95 | 2.19 | 1.05 | 7.6                                |
| 3T 2021   | 8.91 | 2.54 | 1.05 | 8.5                                |
| 4T 2021   | 7.00 | 2.45 | 1.05 | 6.7                                |
| 1T 2022   | 10.57 | 1.95 | 1.08 | 9.8                                |
| 2T 2022   | 8.21 | 2.48 | 1.08 | 7.6                                |
| 3T 2022   | 10.07 | 2.75 | 1.08 | 9.3                                |
| 4T 2022   | 7.80 | 2.25 | 1.08 | 7.2                                |
| 1T 2023   | 8.33 | 1.77 | 1.08 | 7.7                                |
| 2T 2023   | 9.94 | 2.35 | 1.08 | 9.2                                |
| 3T 2023   | 9.46 | 2.45 | 1.08 | 8.8                                |
| 4T 2023   | 8.67 | 1.61 | 1.08 | 8.0                                |
| 1T 2024   | 12.28 | 1.54 | 1.08 | 11.4                               |
| 2T 2024   | 11.07 | 2.33 | 1.08 | 10.3                               |
| 3T 2024   | 11.39 | 2.08 | 1.13 | 10.1                               |
| 4T 2024   | 9.56 | 1.74 | 1.13 | 8.5                                |
| 1T 2025   | 11.97 | 2.43 | 1.13 | 10.6                               |

En febrero de 2020, Andrej Karpathy, jefe de inteligencia artificial y visión por computadora de Tesla, declaró que:
- Los automóviles Tesla habían recorrido 3 000 000 000 mi (4 828 020 000 kilómetros)  en Autopilot,

- De las cuales 1 000 000 000 mi (1 609 340 000 kilómetros) se habían recorrido usando Navegar en Autopilot.

- Los autos Tesla habían realizado 200 000 cambios de carril automatizados.

- Se habían iniciado 1,2 millones de sesiones de Smart Summon con coches Tesla.[287]

También afirmó que los automóviles Tesla estaban evitando accidentes de peatones a un ritmo de decenas a cientos por día.

### Investigaciones de la NHTSA
Según un documento publicado en junio de 2021, la NHTSA había iniciado al menos 30 investigaciones sobre accidentes de Tesla en los que posiblemente el Autopilot estaba activado y en los que algunos tuvieron fallecidos.
En agosto de 2021, la Oficina de Investigación de Defectos (ODI) de la NHTSA abrió una evaluación preliminar (PE 21-020) y publicó una lista de once accidentes que involucraron vehículos Tesla que chocaron con vehículos de emergencia; en cada caso, la NHTSA confirmó que el Autopiloto o el control de crucero adaptativo estaban activos durante la aproximación a los accidentes. De los once choques, siete provocaron diecisiete heridos y uno provocó un fallecido. NHTSA planeó evaluar el sistema Autopilot, específicamente los sistemas utilizados para monitorear y hacer cumplir la participación del conductor.  En septiembre, la NHTSA agregó un duodécimo accidente a la lista de investigación.
El 31 de agosto de 2021 NHTSA envió una solicitud de información al director de calidad de campo de Tesla en relación con PE 21-020. El 13 de septiembre, la NHTSA envió una solicitud de información a otros fabricantes de automóviles para obtener datos comparativos de ADAS. Después de que Tesla implementó su Actualización de detección de luz de emergencia en septiembre de 2021, la NHTSA envió una carta de seguimiento a Tesla el 12 de octubre solicitando "una cronología de eventos, investigaciones internas y estudios" que condujeron a la implementación de la actualización de software.
| Fecha                   | Localidad         | Estado         | Notas/Referencias |
| ----------------------- | ----------------- | -------------- | --- |
| 22 de enero de 2018     | Culver City       | California     | El Tesla chocó contra un camión de bomberos estacionado en la I-405 en dirección sur. |
| 29 de mayo de 2018      | Laguna Beach      | California     | El Tesla chocó contra un vehículo de patrulla estacionario en Laguna Canyon Road a las 11:07 AM. . |
| 07 de diciembre de 2019 | Norwalk           | Connecticut    | El Tesla chocó contra una patrulla de policía estacionaria con sus luces de emergencia parpadeando en la I-95 cerca de la salida 15. El conductor dijo que había estado mirando a su perro en el asiento trasero. |
| 29 de diciembre de 2019 | Cloverdale        | Indiana        | El Tesla chocó contra un camión de bomberos estacionario en la I-70 cerca de la milla 38. El pasajero en el Tesla falleció.                                                                                       |
| 22 de enero de 2020     | West Bridgewater  | Massachusetts  | El Tesla chocó contra un vehículo de patrulla estacionario a las 22:00 en la Route 24. El conductor indicó que el piloto automático estaba activado.                                                              |
| 14 de julio de 2020     | Cochise County    | Arizona        | El Tesla chocó contra un vehículo de patrulla estacionario a las 3:00 AM en la I-10 cerca de Benson, Arizona. |
| 26 de agosto de 2020    | Charlotte         | North Carolina | El Tesla chocó Contra una patrulla estacionaria en la I-64W cerca de la frontera de los condados de Nash y Franklin. El conductor estaba viendo una película.                                                     |
| 27 de febrero de 2021   | Montgomery County | Texas          | El Tesla chocó contra una patrulla de policía estacionaria a la 1:15 AM en Eastex Freeway, cerca de East River Road.                                                                                              |
| 17 de marzo de 2021     | Lansing           | Míchigan       | El Tesla chocó contra un coche patrulla detenido a la 1:10 AM en la I-96 en el condado de Eaton. |
| 19 de mayo de 2021      | Miami             | Florida        | El Tesla chocó contra un camión de mantenimiento del Departamento de Transporte de Florida parado a las 5:30 AM en la I-95 cerca de la calle 103.                                                                 |
| 10 de julio de 2021     | San Diego         | California     | El Tesla chocó contra un coche patrulla estacionado a la 1:45 AM en la ruta estatal 56. |
| 28 de agosto de 2021    | Orlando           | Florida        | El Tesla chocó contra un coche patrulla estacionado a las 5:00 AM en la I-4. |

## Accidentes notables

### Choques fatales
Los accidentes mortales de los Teslas aparecen destacados en los medios de comunicación. Tras las investigaciones las autoridades suelen concluir que el conductor abusó del sistema Autopilot al hacerlo funcionar fuera de su dominio operativo o al no prestar la atención requerida.

#### Handan, Hebei, China (20 de enero de 2016)

Accidente de un Tesla en Autopilot que chocó contra un camión en Handan, Hebei, China.

El 20 de enero de 2016, el conductor de un Tesla Model S en Handan, Hebei, China, murió cuando su automóvil chocó contra un camión estacionado. El Tesla estaba siguiendo a un automóvil en el carril más a la izquierda de una autopista de varios carriles; el automóvil de adelante se movió al carril derecho para evitar un camión detenido en el arcén izquierdo, y el Tesla, que el padre del conductor cree que estaba en modo Autopilot, no redujo la velocidad antes de chocar con el camión detenido. Según las imágenes capturadas por una cámara de grabación dentro del coche, la barredora de calzada estacionaria en el lado izquierdo de la autopista ocupaba medio carril izquierdo y el conductor no pareció responder al obstáculo inesperado.
En septiembre de 2016, los medios informaron que la familia del conductor había presentado una demanda en julio contra el concesionario de Tesla que vendió el automóvil. El abogado de la familia afirmó que la demanda tenía por objeto "hacer saber al público que la tecnología de conducción autónoma tiene algunos defectos". Esperamos que Tesla, cuando comercialice sus productos, sea más cauteloso. Que no se limite a utilizar la conducción autónoma como punto de venta para los jóvenes". Tesla emitió un comunicado en el que decía que "no tienen forma de saber si el piloto automático estaba activado o no en el momento del accidente", ya que la telemetría del automóvil no se pudo recuperar de forma remota debido al daño causado por el accidente. En 2018, la demanda se estancó porque la telemetría se grabó localmente en una tarjeta SD y no se pudo entregar a Tesla, que proporcionó una clave de decodificación a un tercero para una revisión independiente. Tesla declaró que "si bien la evaluación de terceros aún no está completa, no tenemos motivos para creer que el Autopilot en este vehículo alguna vez funcionó de manera diferente a la diseñada". Los medios chinos informaron más tarde que la familia envió la información de esa tarjeta a Tesla, que admitió que el Autopilot se activó dos minutos antes del accidente.  Desde entonces, Tesla eliminó el término "Autopilot" de su sitio web chino.
El manual de usuario del Tesla Model S decía en 2016:

‘Warning: Traffic-Aware Cruise Control can not detect all objects and may not brake/decelerate for stationary vehicles, especially in situations when you are driving over 50 mph (80 km/h) and a vehicle you are following moves out of your driving path and a stationary vehicle or object, bicycle, or pedestrian is in front of you instead. Always pay attention to the road ahead and stay prepared to take immediate corrective action. Depending on Traffic-Aware Cruise Control to avoid a collision can result in serious injury or death. In addition, Traffic-Aware Cruise Control may react to vehicles or objects that either do not exist or are not in the lane of travel, causing Model S to slow down unnecessarily or inappropriately.‘
‘Aviso: El control de velocidad de crucero consciente del tráfico puede no detectar todos los objetos y puede que no frene/decelere para vehículos u objetos estacionarios, bicicletas, peatones que estén delante de usted. Mantenga siempre la atención a la carretera y esté preparado para tomar medidas correctoras. Depender del sistema de control de velocidad de crucero consciente del tráfico para evitar una colisión puede resultar en heridas graves o la muerte. Además, el sistema de control de velocidad de crucero consciente del tráfico puede reaccionar a vehículos u objetos que no existen o que no están en la trayectoria del vehículo, haciendo que el Model S desacelere innecesariamente o de forma inapropiada.’
Manual de usuario del Tesla Model S, 2016

#### Williston, Florida, Estados Unidos (7 de mayo de 2016)

Accidente de un Tesla Model S en Autopilot en Wllinston, Florida.

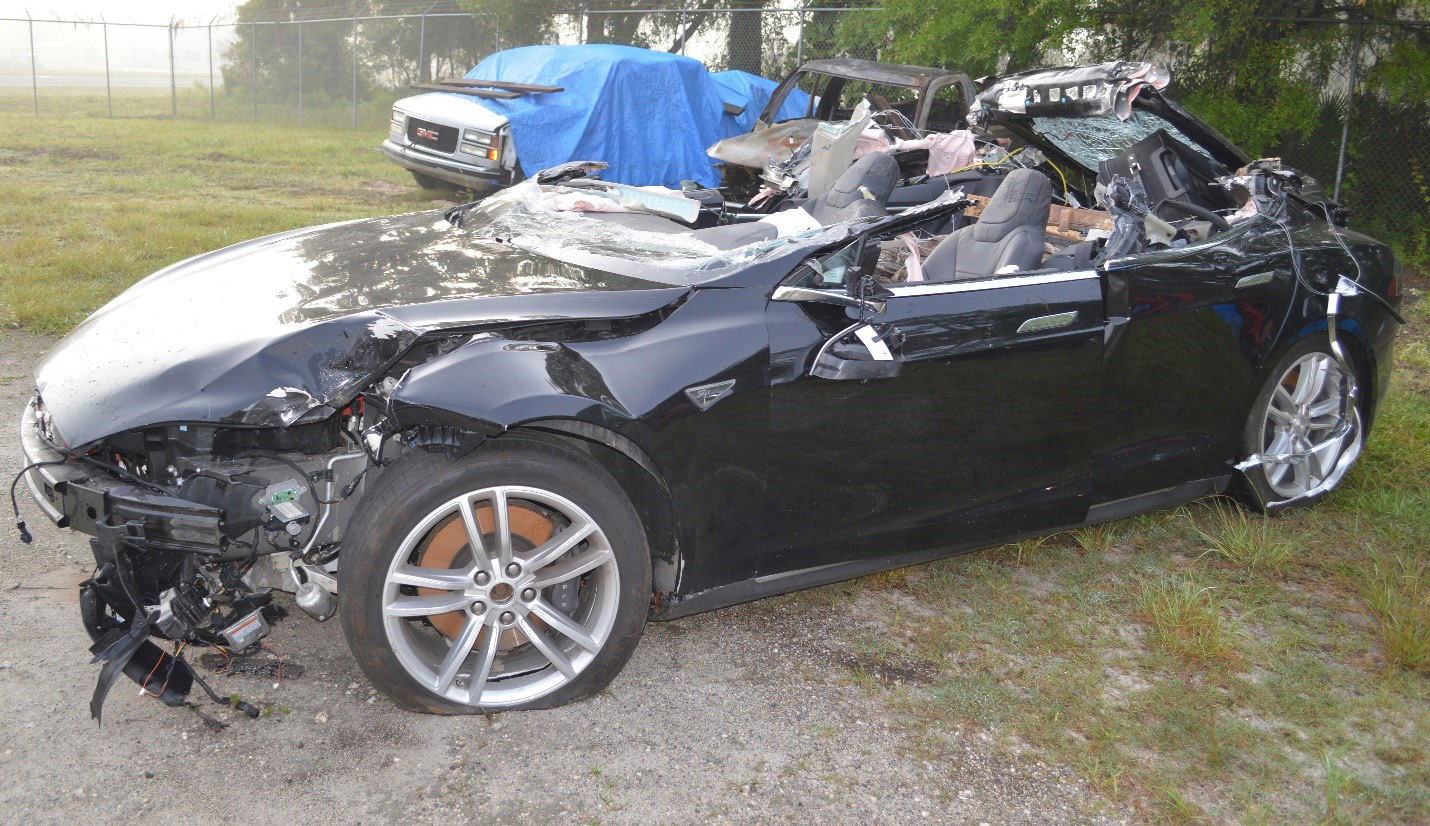
El modelo S después de ser recuperado del lugar del accidente en Williston, Florida

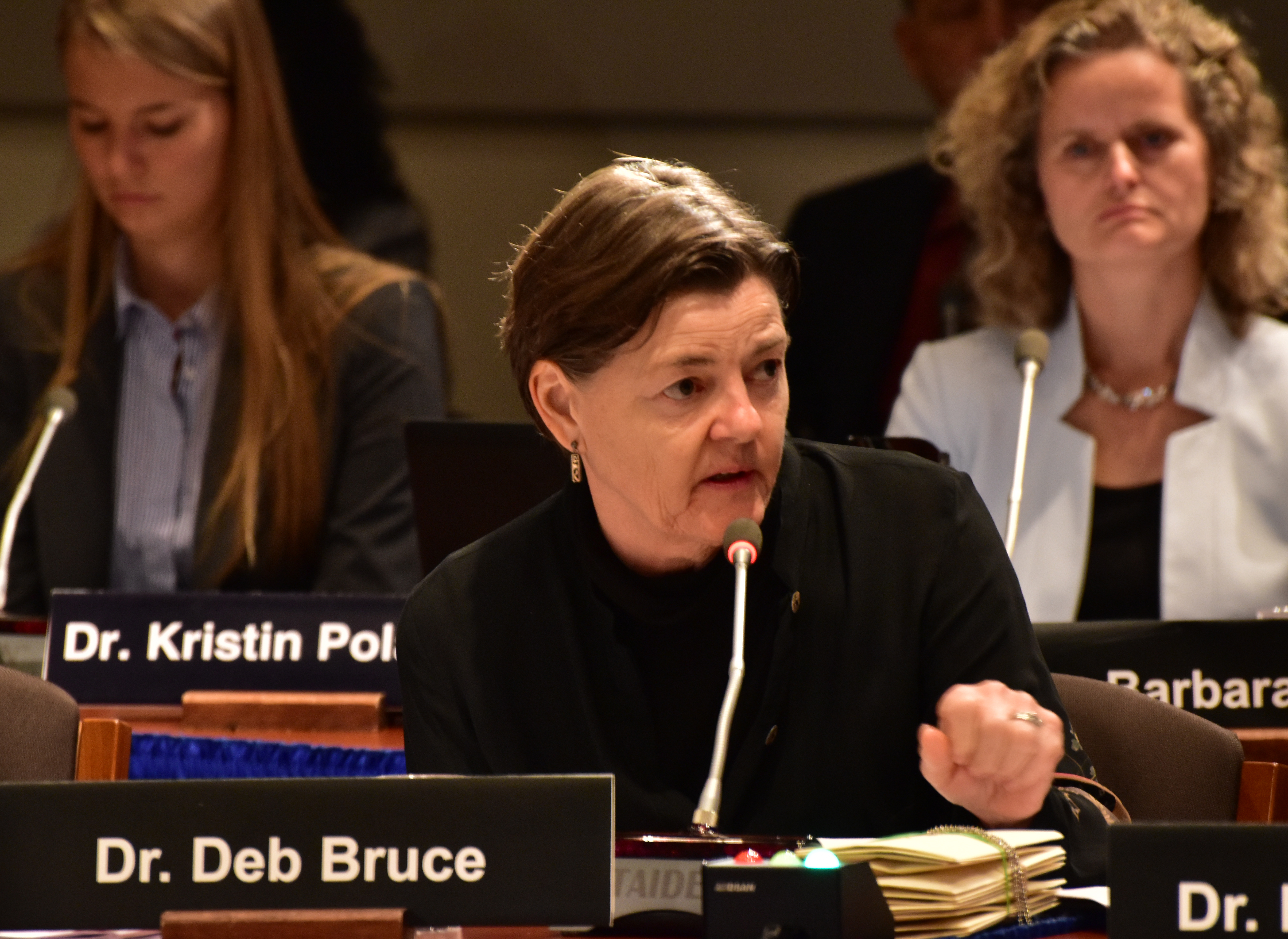
La Dra. Deb Bruce, jefa del equipo de investigación de la NTSB, anuncia los resultados a la NTSB el 12 de septiembre de 2017

El 7 de mayo de 2016, un conductor de un Tesla murió en un accidente con un camión articulado de 18 ruedas en Williston, Florida . A fines de junio de 2016, la NHTSA abrió una investigación formal sobre el fatal accidente, en colaboración con la Patrulla de Carreteras de Florida. Según la NHTSA, los informes preliminares indican que el accidente ocurrió cuando el camión con remolque giró a la izquierda frente al Tesla Model S 2015 en una intersección en una carretera sin peaje, y el automóvil no frenó. El automóvil continuó su camino después de pasar por debajo del remolque del camión. El Tesla estaba en dirección este en el carril más a la derecha de la US 27, y el camión con remolque en dirección oeste estaba girando a la izquierda en la intersección con NE 140th Court, aproximadamente 1 millas (1,6 km) al oeste de Williston; el límite de velocidad es de 65 mph (105 km/h) .
El registro de diagnóstico del Tesla indicaba que viajaba a una velocidad de 74 mph (119 km/h) cuando colisionó y pasó por debajo del remolque, que no estaba equipado con un sistema de protección lateral contra el empotramiento.
Una reconstrucción del accidente estimó que el conductor habría tenido aproximadamente 10.4 segundos para detectar el camión y tomar una acción evasiva. La colisión inferior cortó el bastidor del Tesla, destruyó todo lo que estaba por encima de la línea media y causó lesiones fatales al conductor.
: 6–7, 13 
En los aproximadamente nueve segundos posteriores a la colisión con el tráiler, el Tesla viajó otros 270 m (886 pies) y se detuvo tras chocar con dos alambradas y un poste de luz.
: 7, 12 
La evaluación preliminar de la NHTSA se abrió para examinar el diseño y el rendimiento de cualquier sistema de conducción automatizado en uso en el momento del accidente, que involucraba a un conjunto de aproximadamente 25 000 autos Model S. El 8 de julio de 2016, la NHTSA solicitó a Tesla Inc. que entregara a la agencia información detallada sobre el diseño, el funcionamiento y las pruebas de su tecnología del Autopilot. La agencia también solicitó detalles de todos los cambios de diseño y actualizaciones de Autopilot desde su presentación, y las actualizaciones planificadas de Tesla programadas para los cuatro meses siguientes.
Según Tesla, "ni el Autopilot ni el conductor notaron el lado blanco del camión con remolque contra un cielo deslumbrante, por lo que no se aplicó el freno". El automóvil intentó conducir a toda velocidad debajo del remolque, "con la parte inferior del remolque impactando contra el parabrisas del Model S". Tesla también declaró que esta era la primera muerte conocida relacionada con el Autopilot de Tesla en más de 130 millones de millas (208 millones de km) conducidos por sus clientes mientras Autopilot estaba activado. Según Tesla hay una víctima mortal cada 94 millones de millas (150 millones de km) entre todo tipo de vehículos en los EE. UU. Se estima que se necesitarán viajar miles de millones de millas antes de que el Autopilot de Tesla pueda afirmar que es más seguro que los humanos con significación estadística. Los investigadores dijeron que Tesla y otros necesitaban publicar más datos sobre las limitaciones y el rendimiento de los sistemas de conducción automatizados si los autos autónomos quieren volverse seguros y lo suficientemente comprensibles para el uso del mercado masivo.
El conductor del camión le dijo a Associated Press que pudo escuchar una película de Harry Potter en el auto accidentado, y dijo que el coche conducía tan rápido que "pasó tan rápido a través de mi remolque que no lo vi". [La película] todavía se estaba reproduciendo cuando murió y rompió un poste de teléfono a un cuarto de milla por la carretera". Según la Patrulla de Carreteras de Florida, encontraron entre los restos un reproductor de DVD portátil. No era posible ver videos en la pantalla táctil del Model S. Se recuperó una computadora portátil durante el examen posterior al accidente, junto con un soporte ajustable para computadora portátil del vehículo conectado al marco del asiento del pasajero delantero. La NHTSA concluyó que la computadora portátil probablemente estaba montada y que el conductor podría haberse distraído en el momento del accidente.
: 17–19, 21 

Tesla's manufacture of cars equipped with Autopilot preceded NHTSA's issuance of its [Federal Automated Vehicles] Policy [dated September 2016], and that policy applies to SAE Levels 3–5 rather than Level 2 automated vehicles, but Tesla clearly understands the [operational design domain] concept and advised drivers to use the Autopilot systems only on limited-access roadways. Following the crash, Tesla modified its Autopilot firmware to add a preferred road usage constraint, which affects the timing of the hands-off driving alert. But despite these modifications, a Tesla driver can still operate Autopilot on any roads with adequate lane markings. Collision Between a Car Operating With Automated Vehicle Control Systems and a Tractor-Semitrailer Truck Near Williston, Florida
La fabricación de coches equipados con el Autopilot de Tesla precedió la norma federal de la NHTSA de septiembre de 2016, y esa norma se aplica a los niveles 3-5 y no al nivel 2 de automatización de la conducción. Tesla entiende claramente el concepto del dominio operativo del diseño y advierte a sus conductores que usen el Autopilot solo en carreteras de acceso limitado. Con posterioridad a este choque Tesla modificó su firmware del Autopilot para añadir restricciones a su uso en carreteras de modo que redujo el tiempo en que las manos podían estar sin tocar el volante. Pero a pesar de dichas modificaciones un conductor de un Tesla todavía puede usar el Autopilot en carreteras sin la señalización de carriles adecuada. Colisión entre un coche operando mediante sistemas automatizados de conducción y un camión articulado cerca de Williston, Florida. 7 de mayo de 2017. Informe de accidente NTSB/HAR-17/02 PB2017-102600:33
 May 7, 2017  Accident Report NTSB/HAR-17/02 PB2017-102600: 33 

En enero de 2017, la Oficina de Investigaciones de Defectos (ODI) de la NHTSA publicó una evaluación preliminar y descubrió que el conductor del accidente tuvo siete segundos para ver el camión y no identificó defectos en el sistema de piloto automático; el ODI también descubrió que la tasa de accidentes automovilísticos de Tesla se redujo en un 40 por ciento después de la instalación de Autogiro, pero luego también aclaró que no evaluó la efectividad de esta tecnología o si participó en su comparación de tasas de accidentes. El equipo de investigación especial de accidentes de la NHTSA publicó su informe en enero de 2018. Según el informe, durante el viaje que condujo al accidente, el conductor activó el piloto automático durante 37 minutos y 26 segundos, y el sistema proporcionó 13 alertas de "manos no detectadas", a las que el conductor respondió después de un retraso promedio de 16 segundos.
: 24 
El informe concluyó: "Independientemente del estado operativo de las tecnologías ADAS de Tesla, el conductor seguía siendo responsable de mantener el control final del vehículo. Toda la evidencia y los datos recopilados concluyeron que el conductor se olvidó de mantener el control total del Tesla antes del accidente".
: 25 
En julio de 2016, la NTSB anunció que había abierto una investigación formal sobre el fatal accidente mientras el Autopilot estaba activado. La NTSB es un organismo de investigación que solo tiene el poder de hacer recomendaciones. Un portavoz de la agencia dijo: "Vale la pena echar un vistazo y ver qué podemos aprender de ese evento, de modo que a medida que la automatización se introduzca más ampliamente, podamos hacerlo de la manera más segura posible". La NTSB abre anualmente alrededor de 25 a 30 investigaciones de accidentes en carreteras. En septiembre de 2017, la NTSB publicó su informe, determinando que "la causa probable del accidente de Williston, Florida, fue que el conductor del camión no cedió el derecho de paso al automóvil, combinado con la falta de atención del conductor del automóvil debido a la excesiva confianza en la automatización del vehículo, lo que provocó que el conductor del automóvil no reaccionara ante la presencia del camión. Lo que contribuyó a la confianza excesiva del conductor del automóvil en la automatización del vehículo fue su diseño operativo, que permitió su desconexión prolongada de la tarea de conducción y el uso de la automatización de manera inconsistente con la orientación y las advertencias del fabricante".

#### Mountain View, California, Estados Unidos (23 de marzo de 2018)

Accidente de un Tesla Model X en Mountain View, California

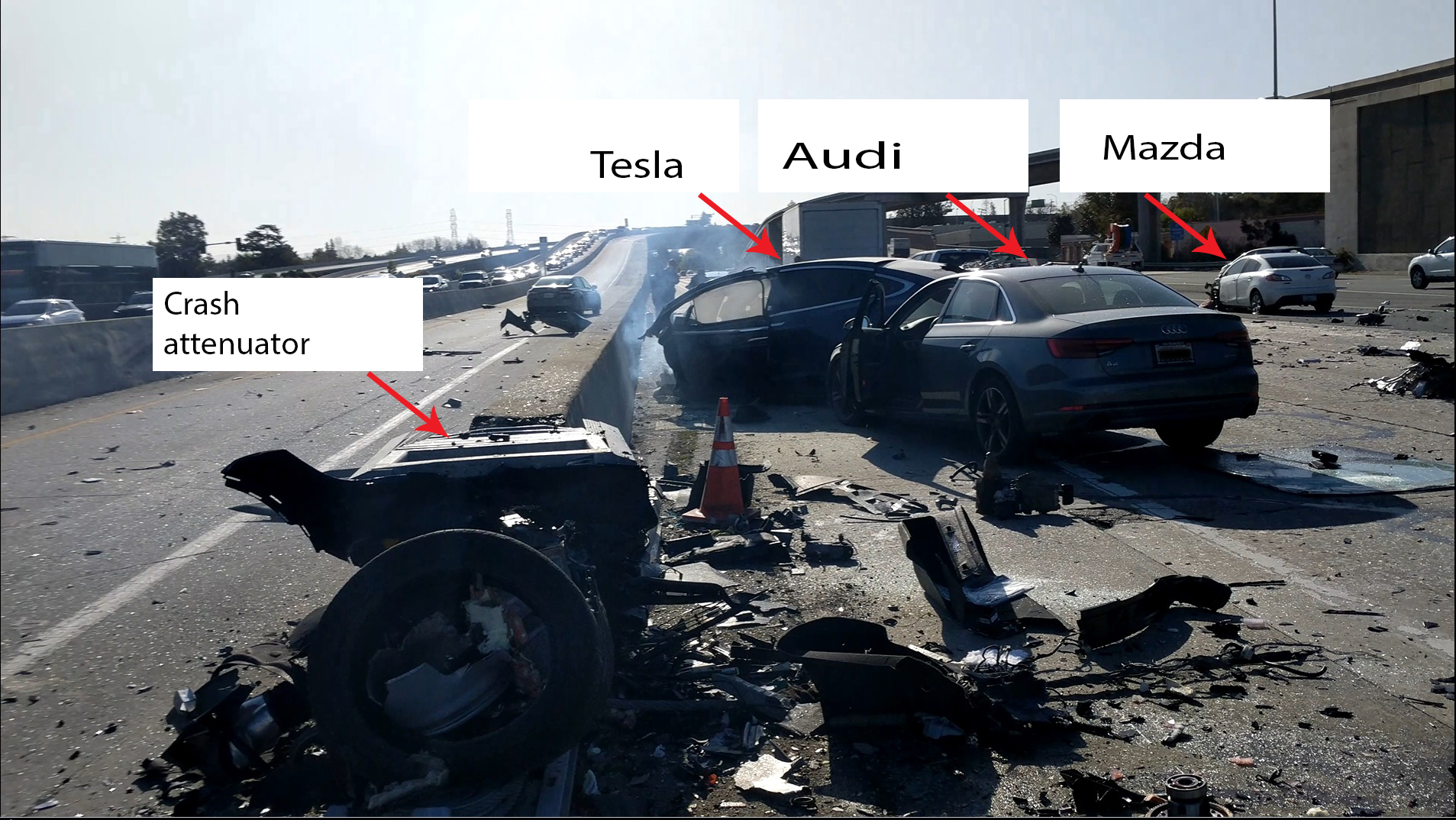
Escena posterior al accidente en la US 101 en Mountain View, 23 de marzo de 2018

El 23 de marzo de 2018, se produjo una segunda muerte con el Autopilot en EE. UU. en Mountain View, California. El accidente ocurrió a las 9:27 AM en la US 101 en dirección sur en la salida del carril de vehículos de alta ocupación (HOV) para la autopista 85 en dirección sur. El vehículo chocó contra una barrera de hormigón que separa la rampa de salida del carril izquierdo de los carriles de la 101. Después de que el Model X P100D de 2017 se estrellara contra la estrecha barrera de hormigón, un Mazda 3 de 2010 y un Audi A4 de 2017 chocaron contra él y luego la batería del Tesla se incendió.
Tanto la NHTSA como la NTSB iniciaron investigaciones sobre el accidente de marzo de 2018. Otro conductor de un Model S demostró que Autopilot parecía estar confundido por las marcas viales horizontales en abril de 2018. El triángulo o nesga delante de la barrera no estaba marcado por líneas blancas sólidas divergentes (en forma de V y que se pintaron posteriormente) y la función Autogiro del Model S parecía usar por error la línea blanca del lado izquierdo de la nesga en lugar de la línea blanca del lado derecho de la nesga como marca de carril para el carril de más a la izquierda, lo que habría llevado al Model S a la misma barrera de hormigón si el conductor no hubiera tomado el control. Ars Technica concluyó que "a medida que Autopilot mejora, los conductores pueden volverse cada vez más complacientes y prestar cada vez menos atención a la carretera".
En una publicación de blog corporativo, Tesla señaló que el atenuador de impacto que separaba la rampa de salida de la US 101 se había aplastado previamente y no se había reemplazado antes del accidente del Model X el 23 de marzo. La publicación también indicó que el Autopilot estaba activado en el momento del accidente y que no se habían detectado las manos del conductor manipulando el volante durante seis segundos antes del accidente. Los datos del vehículo mostraron que el conductor tuvo cinco segundos y 150 metros (164 yd) de "vista sin obstrucciones del divisor de hormigón, ... pero los registros del vehículo muestran que no se tomó ninguna medida". La investigación de la NTSB se centró en el atenuador de impacto dañado y el incendio del vehículo después de la colisión, pero después de que se informara que el conductor se había quejado de la funcionalidad del Autopilot, la NTSB anunció que también investigaría "todos los aspectos de este accidente, incluido las preocupaciones previas del conductor sobre el Autopilot". Un portavoz de la NTSB declaró que la organización "no está contenta con la publicación de información de investigación por parte de Tesla". Elon Musk desestimó las críticas y tuiteó que la NTSB era "un organismo asesor" y que "Tesla publica datos críticos de accidentes que afectan la seguridad pública de inmediato y siempre lo hará". Hacer lo contrario sería inseguro.” En respuesta, la NTSB eliminó a Tesla como parte de la investigación el 11 de abril.
La NTSB publicó un informe preliminar el 7 de junio de 2018, que proporcionó la telemetría registrada del Model X y otros detalles fácticos. El piloto automático estuvo activado continuamente durante casi diecinueve minutos antes del accidente. En el minuto anterior al choque, se detectaron las manos del conductor en el volante durante 34 segundos en total, pero no se detectaron sus manos durante los seis segundos inmediatamente anteriores al choque. Siete segundos antes del choque, el Tesla comenzó a girar hacia la izquierda y seguía a un vehículo líder; cuatro segundos antes del choque, el Tesla ya no seguía a un vehículo líder; y durante los tres segundos antes del choque, la velocidad del Tesla aumentó a 70,8 mph (114 km/h). El conductor llevaba puesto el cinturón de seguridad y fue sacado del vehículo antes de que fuera envuelto en llamas.
El atenuador de choque se había dañado previamente el 12 de marzo y no se había reemplazado en el momento del accidente de Tesla. El conductor involucrado en el accidente del 12 de marzo de 2018 chocó su Toyota Prius de 2010 contra el atenuador de choque a 75 mph (121 km/h) y fue atendido por heridas leves que incluían un dedo fracturado; en comparación, el conductor del Tesla chocó con el atenuador colapsado a una velocidad menor y murió a causa de un traumatismo por objeto contundente. Después del accidente del 12 de marzo, la Patrulla de Carreteras de California no informó a Caltrans sobre el atenuador colapsado como era preceptivo. Caltrans no se enteró del daño hasta el 20 de marzo y el atenuador no se reemplazó hasta el 26 de marzo (14 días después de ser dañado por el Toyota Prius) porque no había un repuesto disponible de inmediato.: 1–4 
El atenuador SCI SmartCushion® 100GM fabricado por Hill & Smith usa un cilindro hidráulico y un mecanismo de poleas y cable de acero para proporcionar una fuerza de frenado variable en función de la velocidad del vehículo. En un impacto frontal el atenuador se retrae telescópicamente para absorber la energía del impacto de forma gradual. En un choque a 100 km/h la deceleración aplicada puede llegar a 9.8 G, comparada con 13.4 G de otros atenuadores. Esto supone unas menores fuerzas de impacto sobre los ocupantes del vehículo. En la mayoría de accidentes dos operarios pueden reparar y poner en funcionamiento el atenuador en unos 30 minutos.
Ese atenuador específico en esa ubicación había requerido reparación con más frecuencia que cualquier otro atenuador de choques en el Área de la Bahía Caltrans District 4, y los registros de mantenimiento indicaron que la reparación de este atenuador se retrasó hasta tres meses después de sufrir daños.: 4–5 
En los tres años anteriores al choque el atenuador fue chocado al menos cinco veces. El 14 de noviembre de 2015 se produjeron víctimas mortales porque el atenuador no estaba operativo por no haber sido reparado tras una colisión 45 días antes. El atenuador se reparó el 23 de diciembre de 2015. En otra ocasión el atenuador fue dañado en enero de 2017 y se reparó en abril de 2017.
Dos meses después del accidente del Tesla, el 20 de mayo de 2018, el atenuador fue chocado otra vez. El manual de mantenimiento de Caltrans ordenaba reparar los atenuadores dañados en menos de una semana.
En el informe de 2020 la NTSB afirmó que las líneas de carril estaban desgastadas, el sistema Autopilot de mantenimiento de carril probablemente perdió la predicción de línea de carril, identificó una línea más fuerte y giró el volante a la izquierda para seguir esa línea. El conductor no estaba supervisando Autopilot y no tomó ninguna acción evasiva. El conductor de 38 años era empleado de Apple y estaba jugando el videojuego «Three Kingdoms» en su teléfono inteligente iPhone 8 Plus, como lo había estado haciendo en los días anteriores en el mismo trayecto.
Como resultado, la NTSB publicó un Informe de recomendaciones de seguridad el 9 de septiembre de 2019, solicitando a Caltrans que desarrollara e implementara un plan para garantizar la reparación oportuna de los elementos de seguridad vial.
En una reunión de la NTSB celebrada el 25 de febrero de 2020, la junta concluyó que el accidente fue causado por una combinación de las limitaciones del sistema Tesla Autopilot, la excesiva confianza del conductor en Autopilot y la probable distracción del conductor al jugar un videojuego en su teléfono. El monitoreo ineficaz del vehículo con la atención del conductor se citó como un factor contribuyente, y la inoperancia del atenuador de choque aumentó las lesiones del conductor. Como agencia asesora, la NTSB no tiene poder regulatorio; sin embargo, la NTSB hizo varias recomendaciones a dos agencias reguladoras. Las recomendaciones de la NTSB a la NHTSA incluyeron: expandir el alcance del Programa de Evaluación de Automóviles Nuevos para incluir pruebas de sistemas para evitar colisiones frontales; determinar si "la capacidad de operar [vehículos equipados con el Autopilot de Tesla] fuera del dominio de diseño operativo previsto representa un riesgo no razonable para la seguridad"; y desarrollar estándares de desempeño del sistema de monitoreo de conductores. La NTSB presentó recomendaciones a la OSHA relacionadas con la concienciación y la regulación de la conducción distraída . Además, la NTSB emitió recomendaciones a los fabricantes de dispositivos electrónicos portátiles (para desarrollar mecanismos de bloqueo para evitar funciones que distraigan al conductor) y a Apple (para prohibir el uso de dispositivos electrónicos portátiles que no sean de emergencia mientras se conduce).
Varias recomendaciones de la NTSB emitidas anteriormente a la NHTSA, al DOT y a Tesla se reclasificaron como "Abierta: respuesta inaceptable". Estos incluyeron H-17-41 (recomendación a Tesla para incorporar salvaguardas del sistema que limiten el uso de sistemas de control de vehículos automatizados a las condiciones de diseño) y H-17-42  (recomendación a Tesla para detectar de manera más efectiva el control del conductor).
A finales de 2018 se repintaron las líneas de carriles en la zona del accidente y se pintaron unas nuevas líneas angulares dentro de la nesga para identificar esa zona como no circulable y evitar la confusión con un carril transitable.
En abril de 2024, poco antes de empezar el juicio por el caso, Tesla llegó a un acuerdo económico con la familia de Walter Huang. Tesla no admitió culpa o defectos. Algunos analistas afirmaron que Tesla quería evitar la mala publicidad justo cuando había ofrecido en Estados Unidos la prueba gratuita de un mes de la versión FSD Supervisada.

#### Kanagawa, Japan (29 de abril de 2018)

Accidente de un Tesla Model X en Kanawaga, Japón

El 29 de abril de 2018, un Tesla Model X que funcionaba con el Autopilot activado atropelló y mató a un peatón en Kanagawa, Japón, (35.4457248,139.4147474) después de que el conductor se durmiera. Según una demanda presentada contra Tesla en un tribunal federal (ND Cal.) en abril de 2020, el Tesla Model X aceleró de 24 a 38 km/h (14,9 a 23,6 mph) después de que el vehículo de delante cambió de carril; luego se estrelló contra una camioneta, motocicletas y peatones en el carril derecho de la autopista, matando a un hombre de 44 años que intentaba dirigir el tráfico.
: 2, 9 
La demanda original afirmó que el accidente ocurrió debido a fallas en el sistema del Autopilot de Tesla, como un monitoreo inadecuado para detectar conductores distraídos y la incapacidad de manejar situaciones de tráfico "que los conductores casi siempre encontrarán".: 3–4  Además, la demanda original afirmaba que era la primera muerte de un peatón como resultado del uso del Autopilot.: 1 
Según los registros de datos del vehículo, el conductor del Tesla había activado el Autopilot a las 14:11, poco después de entrar a la autopista Tōmei.
: 11 
Las manos del conductor fueron detectadas en el volante a las 14:22.
: 11 
En algún momento antes de las 14:49, el conductor comenzó a quedarse dormido, y aproximadamente a las 14:49, el vehículo delante del Tesla puso el intermitente y se cambió al carril de la izquierda para evitar los vehículos detenidos en el carril más a la derecha de la autopista (carril rápido en Japón).
: 11 
Mientras el Tesla aceleraba para reanudar su velocidad preestablecida, golpeó al hombre y lo mató.
: 11 
Pertenecía a un club de motociclistas que se había detenido para prestar ayuda a un amigo motorista que había estado involucrado en un accidente anterior; específicamente, había estado apartado del grupo principal mientras intentaba desviar el tráfico de ese accidente anterior.
: 9–10 
El conductor del Tesla fue condenado en un tribunal japonés por negligencia criminal y sentenciado a tres años de prisión (suspendida por cinco años). La demanda contra Tesla en California fue desestimada por «forum non-conveniens» (Inhibición del juez normalmente competente para conocer del litigio cuando estime que no tiene vinculación suficiente con el foro y que su eventual decisión no será reconocida por los tribunales extranjeros) por la jueza Susan van Keulen en septiembre de 2020 después de que Tesla dijera que aceptaría un caso presentado en Japón. Los demandantes apelaron la desestimación ante la Corte de Apelaciones del Noveno Circuito en febrero de 2021.

#### Delray Beach, Florida, Estados Unidos (1 de marzo de 2019)

Accidente de un Tesla Model 3 conducido por el sistema Autopilot que pasó bajo un remolque en Delray Beach, Florida.

Aproximadamente a las 6:17 AM del 1 de marzo de 2019, un Tesla Model 3 que conducía hacia el sur por la US 441 / SR 7 en Delray Beach, Florida, chocó contra un camión articulado que giraba a la izquierda hacia la SR 7 hacia el norte desde una entrada privada en Pero Family Farms; el Tesla pasó bajo el remolque y la fuerza del impacto cortó el techo del Model 3, lo que resultó en la muerte del conductor de Tesla. El conductor del Tesla había activado el piloto automático aproximadamente 10 segundos antes de la colisión y la telemetría preliminar mostró que el vehículo no detectó las manos del conductor en el volante durante los ocho segundos inmediatamente anteriores a la colisión. El conductor del camión semirremolque no fue multado. Tanto la NHTSA como la NTSB enviaron investigadores al lugar.
De acuerdo con la telemetría registrada por el módulo de control del Tesla, el control de crucero se configuró en 69 mph (111 km/h) 12.3 segundos antes de la colisión y el Autopilot se activó 9.9 segundos antes de la colisión; en el momento del impacto la velocidad del vehículo era de 68 mph (110 km/h). Después del choque el Tesla continuó hacia el sur por SR 7 durante unos 1,680 pies (510 m) antes de detenerse en la mediana entre los carriles norte y sur. El automóvil sufrió grandes daños en el techo, el parabrisas y otras superficies por encima de 3 pies 6 pulgadas (1,07 m), el espacio libre debajo del remolque. Aunque las bolsas de aire (airbags) no se desplegaron, el conductor del Tesla permaneció sujeto por su cinturón de seguridad. El personal de respuesta a emergencias pudo determinar que las lesiones del conductor eran incompatibles con la vida al llegar al lugar.
En mayo de 2019, la NTSB emitió un informe preliminar que determinó que ni el conductor del Tesla ni el sistema Autopilot ejecutaron maniobras evasivas. Las circunstancias de este accidente fueron similares al accidente fatal de un Tesla Model S en 2016 cerca de Williston, Florida. En su informe de 2017 que detalla la investigación de ese accidente anterior, la NTSB recomendó que el Autopilot se usara solo en carreteras de acceso limitado (es decir, autopistas y autovías),: 33  algo que Tesla no implementó.
La NTSB emitió su informe final en marzo de 2020. La causa probable de la colisión fue que el conductor del camión no cedió el derecho de paso al Tesla; sin embargo, el informe también concluyó que "un conductor de automóvil atento habría visto el camión a tiempo para tomar una acción evasiva. En ningún momento antes del choque, el conductor del automóvil frenó o inició una acción evasiva de dirección. Además, no se detectó torsión en el volante aplicada por el conductor durante 7,7 segundos antes del impacto, lo que indica que el conductor se despistó, probablemente debido a una confianza excesiva en el sistema Autopilot". Además, la NTSB concluyó que el diseño operativo del sistema Autopilot de Tesla "permitía la desatención por parte del conductor" y Tesla no logró "limitar el uso del sistema a las condiciones para las que fue diseñado"; la NHTSA tampoco logró desarrollar un método para verificar que los fabricantes tuvieran medidas de seguridad para limitar el uso de ADAS a las condiciones de diseño.
: 14–15 

#### Key Largo, Florida, Estados Unidos (25 de abril de 2019)
El conductor George McGee conducía a 100 km/h su Tesla Model S con el Autopilot activado y el acelerador pisado, por lo que la función de frenado del Autopilot quedaba desactivada. McGee afirmó que se le cayó el teléfono al suelo y cuando fue a recogerlo tuvo el accidente. Se saltó una señal de stop, un semáforo rojo intermitente, derribó otra señal vertical y chocó contra un Chevrolet Tahoe, que a su vez impactó contra la pareja que había salido de su vehículo. Naibel Benavides León, de 22 años, falleció y Dillon Angulo, de 27 años, sufrió lesiones graves. La policía no realizó pruebas de alcoholemia ni drogas a McGee. Un artículo del New York Times confirmó más tarde que el Autopilot estaba activado en el momento del accidente. El conductor del Tesla, que se dirigía a su casa en Key Largo desde su oficina en Boca Raton, le dijo a la policía en el lugar que conducía en "crucero".
El 31 de julio de 2025, un jurado condenó a Tesla a pagar 329 millones de dolares estadounidenses por este accidente. Tesla apeló la sentencia. El jurado determinó que un 67% de la responsabilidad era de McGee y un 33% era de Tesla. Previamente McGee había llegado a un acuerdo extrajudicial con las víctimas.

#### Fremont, California, Estados Unidos (24 de agosto de 24, 2019)
En Fremont, California, en la I-880, mientras conducía al norte de Stevenson Boulevard, una camioneta Ford Explorer fue chocada por detrás por un Tesla Model 3 que usaba el Autopilot, lo que provocó que el conductor de la camioneta perdiera el control. La camioneta volcó y un pasajero de 15 años en el Ford, que no tenía puesto el cinturón de seguridad, salió disparado de la camioneta y murió. Los padres del fallecido demandaron a Tesla y afirmaron en su presentación que "el Autopilot contiene defectos y no reaccionó a las condiciones del tráfico". En respuesta, un abogado de Tesla señaló que la policía había citado al conductor del Tesla por falta de atención y por operar el automóvil a una velocidad insegura. El incidente no fue investigado por la NHTSA.

#### Cloverdale, Indiana, Estados Unidos (29 de diciembre de 2019)

Accidente de un Tesla en Autopilot en Cloverdale, Indiana.

Un Tesla Model 3 en dirección este chocó con un camión de bomberos detenido en la I-70, cerca de la milla 38 (Coordenadas: 39.5329222,-86.8516698) en el condado de Putnam, Indiana, aproximadamente a las 8:00 AM. El límite de velocidad era de 70 mph (113 km/h). El camión de bomberos estaba cruzado en el carril izquierdo, tenía sus luces de emergencia activadas y estaba atendiendo una colisión anterior. Tanto el conductor como su esposa, resultaron heridos y fueron trasladados al Hospital Regional de Terre Haute, donde la pasajera murió más tarde a causa de sus heridas. El conductor dijo que usaba regularmente el modo de Autopilot, pero no podía recordar si estaba activado cuando el Tesla chocó contra el camión de bomberos. La NHTSA anunció que estaba investigando el accidente el 9 de enero y luego confirmó el uso del Autopilot en el momento del accidente.

#### Gardena, California, Estados Unidos (29 de diciembre de 2019)

Accidente de un Tesla en Autopilot en Gardena, California.

Poco antes de las 12:39 AM del 29 de diciembre de 2019, un Tesla Model S en dirección oeste salió de la sección de la autopista SR 91, no se detuvo en un semáforo en rojo y se estrelló contra el lado del conductor de un Honda Civic en Gardena, California, matando al conductor y al pasajero del Civic y lesionando al conductor y al pasajero del Tesla. La sección de la autopista de SR 91 termina justo al este de la intersección de Artesia Blvd y Vermont Ave, y continúa como Artesia. El Tesla avanzaba hacia el oeste por Artesia hacia el semáforo en rojo cuando chocó contra el Civic, que giraba a la izquierda desde Vermont hacia Artesia. Los ocupantes del Tesla fueron trasladados al hospital con lesiones que no pusieron en peligro la vida.
La NHTSA inició una investigación del accidente, que se consideró inusual para una colisión de dos vehículos, y luego confirmó en enero de 2022 que el Autopilot estaba activado durante el accidente. El conductor de Tesla fue acusado en octubre de 2021 de homicidio vehicular en el Tribunal Superior de Los Ángeles. Las familias de los dos fallecidos también presentaron demandas civiles por separado contra el conductor, por su negligencia, y Tesla, por vender vehículos defectuosos.

#### Arendal, Noruega (29 de mayo de 2020)

Accidente en Arendal, Noruega, en el que un Tesla en Autopilot atropelló a un camionero.

A las 11:20 del 29 de mayo de 2020 un camionero detuvo en el arcén su camión articulado en la E18 a unos 100 metros tras salir del túnel Torsbuås en las afueras de Arendal (Coordenadas: 58.4842835,8.7590537). Bajó a la calzada y cuando arreglaba una correa que aseguraba la carga fue atropellado y muerto por un Tesla que circulaba por su carril. El conductor del Tesla fue acusado de homicidio negligente. Al comienzo del juicio un perito testificó que el Autopilot estaba activado en el momento del incidente. Un científico forense dijo que el hombre fallecido era menos visible porque estaba a la sombra del tráiler. El conductor dijo que tenía ambas manos en el volante, y que estaba atento.
En mayo de 2021 la Junta de Investigación de Accidentes de Noruega todavía estaba investigando.

#### The Woodlands, Texas, Estados Unidos (17 de abril de 2021)

Accidente de un Tesla en The Woodlands, Texas.

Un Tesla Model S P100D se estrelló y se incendió en The Woodlands, Texas, un suburbio de Houston, el 17 de abril de 2021. Según un portavoz policial, el vehículo viajaba a gran velocidad y tras no poder tomar una curva, se salió de la calzada, chocó contra un árbol y se incendió; el fuego resultante tomó cuatro horas para extinguirse. Dos hombres murieron; uno fue encontrado en el asiento del pasajero delantero y el otro en el asiento trasero. El jefe del departamento de bomberos de The Woodlands luego aclaró que el fuego se había extinguido a los pocos minutos de llegar a la escena, pero no pudo realizar la extinción final debido a los cuerpos y a que se trataba de una investigación/escena del crimen, por lo que se mantuvo un flujo constante de agua necesarios para mantener la batería fría. Se enviaron investigadores de la NHTSA y la NTSB para investigar.
El incendio posterior al accidente destruyó el almacenamiento de telemetría a bordo del automóvil; aunque el módulo de control/registrador de datos de eventos (EDR) resultó dañado por el incendio, fue evaluado en el laboratorio de registro de la NTSB. Según los datos recuperados del EDR, el vehículo recorrió aproximadamente 550 pies (168 m) hacia el oeste en Hammock Dunes Place desde la residencia del propietario antes de que saliera de la calzada. Después de salirse de la carretera y pasar por encima del bordillo bajo, el automóvil golpeó una alcantarilla de drenaje, una alcantarilla elevada y un árbol. La velocidad más alta registrada en los cinco segundos previos al accidente fue de 67 mph (108 km/h). Las imágenes de seguridad del punto de partida en la residencia del propietario mostraron que cuando el automóvil se fue, un hombre estaba en el asiento del conductor y el otro en el asiento del pasajero delantero.
Debido a que no se encontró a ninguno de los dos al volante del Tesla, las autoridades inicialmente estaban "seguras al 100% de que nadie estaba en el asiento del conductor conduciendo ese vehículo en el momento del impacto". Las autoridades también obtuvieron declaraciones de testigos que dijeron que los dos hombres querían hacer una prueba de manejo del vehículo sin conductor. En un circuito cerrado, Consumer Reports demostró que el piloto automático permanecería activado después de que una persona se bajara del asiento del conductor usando un peso para aplicar torsión al volante y dejando el cinturón de seguridad del conductor abrochado.
Sin embargo, una investigación forense más detallada mostró que el asiento del conductor estaba ocupado en el momento del accidente y que el Autopilot no estaba activado. En respuesta a las primeras afirmaciones de que Autopilot estaba involucrado, Elon Musk declaró en Twitter que los registros de datos indicaban que Autopilot no estaba habilitado y que el paquete FSD (Full Self Driving: Conducción autónoma total) no se había comprado para ese automóvil. Durante una teleconferencia del estado financiero en abril de 2021, el vicepresidente de ingeniería de vehículos de Tesla rechazó la cobertura de noticias del incidente y agregó que los representantes de Tesla habían estudiado el accidente e informaron que el volante estaba "deformado", lo que podría indicar que "alguien estaba en el asiento del conductor en el momento del accidente". El mismo ejecutivo de Tesla hizo notar que el control de crucero adaptativo de un auto de prueba había alcanzado una velocidad de 30 mph (48 km/h) en el lugar del accidente. La NTSB probó un automóvil similar en el sitio y descubrió que Autogiro no estaba disponible en esa vía de Hammock Dunes. En una actualización publicada el 21 de octubre de 2021, la NTSB concluyó:
- Autopilot no estaba activado. Autogiro no estaba activado.

- Los asientos del conductor y copiloto estaban ocupados y los cinturones abrochados.

- El conductor apretó el pedal del acelerador a fondo (al 98.8% de su recorrido).

- La velocidad máxima alcanzada en los 5 segundos anteriores al choque fue de 67 mph (108 kilómetros por hora)

- El volante se deformó 79.3 mm desde su plano original.[405]

En el informe definitivo la NTSB publicó el 2 de febrero de 2023:
- La carretera privada no tenía pintados carriles ni línea central. No tenía arcenes. La velocidad máxima era de 30 mph (48 km/h). En ese momento estaba seca, el cielo estaba despejado y había oscurecido.

- El conductor y su esposa invitaron a dos amigos a su casa hacia las 16:00. Consumieron alcohol y fueron a cenar a un restaurante a las 20:30 donde consumieron más alcohol. Los cuatro volvieron a la casa a las 21:00 en el coche de la esposa, que no era el Tesla. El conductor entró a casa para coger la tarjeta-llave del Tesla para enseñárselo a su amigo. La cámara de seguridad de la residencia mostró que el conductor y su amigo de 69 años se sentaron en los asientos delanteros del Tesla.

- A las 21:07 el Tesla aceleró en 5 segundos de 39 mph (63 km/h) a 67 mph (108 km/h) y chocó finalmente contra un árbol a 57 mph (92 km/h).

- Se desplegaron los airbags y se activaron los pretensores de los cinturones.

- El choque dañó la batería de iones de litio, que se incendió.

- Los bomberos llegaron a las 21:36 y apagaron el fuego. Después de 45 minutos el fuego volvió a reavivarse. Los bomberos levantaron el vehículo y aplicaron agua por debajo de la batería. En total se usaron 75 708 L de agua para extinguir el fuego.

- La autopsia determinó que la causa de la muerte del conductor de 59 años fue un fuerte traumatismo, quemaduras e inhalación de humo.

- El pasajero murió por traumatismo y quemaduras.
- En el conductor se detectó una concentración de alcohol en sangre de 0.151 g/dL, que era casi el doble de la permitida para conducir en Texas (0.08 g/dL). La NTSB citó un estudio de Blomberg (2009) en el que un conductor con una tasa de 0.16 g/dL aumentaba en 29 veces la probabilidad de accidente con respecto a un conductor sobrio.
- Se detectó en sangre la presencia de antihistamínicos sedantes que no precisaban receta.

- El volante estaba doblado en su parte superior hacia adelante. El radio izquierdo del volante estaba roto y separado del aro.

- La NTSB probó un Tesla similar en el mismo lugar y comprobó que el Autopilot se podía activar, pero no podía superar los 30 mph (48 km/h). En ningún caso el Autopilot pudo alcanzar la aceleración producida en el accidente.

- Tesla proporcionó a la NTSB registros que indicaban que en ese vehículo el Autopilot no se había activado ni una sola vez desde enero de 2021 en que el conductor compró el coche.
- La NTSB determinó que la causa probable del accidente fue la velocidad excesiva y el fallo para controlar el vehículo, debido a la intoxicación por alcohol en combinación con los efectos sedantes de los antihistamínicos, resultando en la salida de la vía, impacto contra un árbol y posterior incendio.[413]

#### Fontana, California, Estados Unidos (5 de mayo de 2021)
A las 2:35 AM PDT del 5 de mayo de 2021, un Tesla Model 3 se estrelló contra un camión con remolque volcado en la autopista Foothill Freeway (I-210) en dirección oeste en Fontana, California . El conductor del Tesla murió y un hombre que se había detenido para ayudar al conductor del camión fue golpeado y herido por el Tesla. Funcionarios de la Patrulla de Carreteras de California (CHP) anunciaron el 13 de mayo que el Autopilot "estaba activado" antes del accidente, pero agregaron un día después que "no se ha tomado una determinación final sobre en qué modo de conducción estaba el Tesla o si fue un factor que contribuyó al accidente". El CHP y la NHTSA investigaron el accidente.

#### Queens, New York, Estados Unidos (26 de julio de 2021)
Un vehículo estaba estacionado en el arcén izquierdo de Long Island Expressway en dirección oeste, justo al este de la salida de College Point Boulevard en Flushing, Queens, y mientras su conductor estaba cambiando una rueda pinchada, un Tesla Model Y SUV lo atropelló y falleció. La NHTSA luego determinó que el Autopilot estaba activo durante la colisión y envió un equipo para investigar más a fondo.

#### Palm Springs, California, Estados Unidos (27 de diciembre de 2021)

Accidente de un Tesla con Autopilot activado en Palm Springs, California.

Hacia las 17:00 del 27 de diciembre de 2021 una furgoneta Dodge RAM 2017 embistió a un Tesla Model 3, un Volkswagen Golf 2017, un Nissan 2014 y un Kia 2016 que estaban detenidos en un semáforo en rojo en Palm Springs, California, Estados Unidos.
El choque involucró a cinco vehículos. El conductor del Tesla fue llevado al hospital donde falleció hacia las 17:33. Hubo otros seis heridos, tres de los cuales ocupaban el Tesla. El conductor de la furgoneta fue detenido e ingresó en prisión bajo fianza de dos millones de USD con cargos de homicidio, conducir bajo la influencia del alcohol y lesiones. El límite de velocidad en el lugar del accidente era de 25 mph (40 kilómetros por hora).
En ese momento el Tesla Model 3 tenía activado el Autopilot. Los fabricantes de automóviles estaban obligados a reportar los accidentes graves a la entidad reguladora en materia de seguridad (NHTSA). La propia NHTSA avisó que no se debían sacar conclusiones hasta finalizar cada investigación. Tesla reportó el accidente a la NHTSA. En el reporte consta que el accidente ocurrió de noche en una calle iluminada, seca y sin condiciones anormales. El vehículo estaba detenido y la velocidad anterior al choque era de 0 km/h. Cuando el reporte llegó a los medios de comunicación, la mayoría obviaron que el Autopilot no había sido ni la causa ni un factor del accidente.

#### Toney, Alabama, Estados Unidos (27 de febrero de 2025)

Accidente de un Tesla en Alabama en 2025

Un Tesla Model 3 nuevo con FSD v13.2.8 circulaba por una carretera recta con doble sentido de circulación. De repente giró a la izquierda, volcó en la cuneta y chocó contra un árbol. El conductor tuvo lesiones menores que requirieron la colocación de 7 puntos de sutura en la barbilla. Solicitó a Tesla los datos registrados del accidente en el VDR (Vehicle Data Recorder: Grabador de datos del vehículo) y Tesla le proporcionó un informe de los 5 segundos previos y posteriores al despliegue de los airbags. El conductor hizo público este informe en reddit.
 
Los datos del informe indican:
A las 20:40:26 circulaba con el Autopilot FSD activado a 45 millas por hora (72 km/h).
A las 20:40:29 el conductor aplicó torque hacia la izquierda en el volante y esto hizo que el estado del Autopilot pasara de "Active-FSD (Supervised)" a "Unavailable", es decir, el Autopilot se desactivó por la acción del conductor.
A las 20:40:31 se desplegaron los airbags.
El sistema Autopilot funcionó correctamente, pero según su metodología estadística de accidentes Tesla incluye los accidentes en los que estaba activado el Autopilot en los 5 segundos previos al despliegue de los airbags.

### Choques no fatales

#### Culver City, California, Estados Unidos (22 de enero de 2018)
El 22 de enero de 2018, un Tesla Model S 2014 se estrelló contra un camión de bomberos estacionado al costado de la autopista I-405 en Culver City, California, mientras viajaba a una velocidad superior a 50 mph (80 km/h) y el conductor sobrevivió sin lesiones. El conductor le dijo al Departamento de Bomberos de Culver City que estaba usando el Autopilot. El camión de bomberos y un vehículo de la Patrulla de Carreteras de California estaban estacionados en diagonal en el carril de emergencia izquierdo y el carril de vehículos de alta ocupación de la 405 en dirección sur, bloqueando la escena de un accidente anterior, con las luces de emergencia encendidas.
Según una entrevista posterior al accidente, el conductor dijo que estaba tomando café, comiendo un bagel y manteniendo el contacto con el volante mientras apoyaba la mano en la rodilla.
: 3 
Durante las 30 millas (48,3 km) del trayecto, que tuvo una duración de 66 minutos, el sistema de Autopilot estuvo activado durante algo más de 29 minutos; de los 29 minutos, se detectaron manos en el volante durante solo 78 segundos en total. Se detectaron manos aplicando torsión al volante durante solo 51 segundos durante los casi 14 minutos inmediatamente anteriores al choque.
: 9 
El Tesla había estado siguiendo a un vehículo líder en el carril de vehículos de alta ocupación a aproximadamente 21 mph (33,8 km/h); cuando el vehículo líder se movió hacia la derecha para evitar el camión de bomberos, aproximadamente tres o cuatro segundos antes del impacto, el sistema de control de crucero adaptativo del Tesla comenzó a acelerar el Tesla hacia su velocidad preestablecida de 80 mph (128,7 km/h). Cuando ocurrió el impacto, el Tesla había acelerado a 31 mph (49,9 km/h).
: 10 
El sistema de piloto automático emitió una advertencia de colisión frontal medio segundo antes del impacto, pero no activó el sistema de frenado automático de emergencia (AEB) y el conductor no intervino manualmente frenando o girando. Debido a que Autopilot requiere un acuerdo entre el radar y las cámaras visuales para iniciar AEB, el sistema fue desafiado debido al escenario específico (donde un vehículo líder se desvía alrededor de un objeto estacionario) y el tiempo limitado disponible después de la advertencia de colisión frontal.
: 11 
Varios medios de comunicación comenzaron a informar que es posible que Autopilot no detecte vehículos estacionarios a velocidades de autopista y que no pueda detectar algunos objetos. Raj Rajkumar, que estudiaba sistemas de conducción autónoma en la Universidad Carnegie Mellon, creía que los radares utilizados para el Autopilot estaban diseñados para detectar objetos en movimiento, pero "no son muy buenos para detectar objetos estacionarios". Tanto la NTSB como la NHTSA enviaron equipos para investigar el accidente. Hod Lipson, director del Laboratorio de Máquinas Creativas de la Universidad de Columbia, criticó la difusión del concepto de responsabilidad : "Si le das la misma responsabilidad a dos personas, cada una se sentirá segura de dejar caer la pelota. Nadie tiene que estar al 100%, y eso es algo peligroso".
En agosto de 2019, la NTSB publicó su informe sobre el accidente. HAB-19-07 concluyó que el conductor del Tesla tuvo la culpa debido a "falta de atención y confianza excesiva en el sistema avanzado de asistencia al conductor del vehículo", pero agregó que el diseño del sistema Tesla Autopilot "permitió al conductor desatender la tarea de conducción".
: 13–14 
Después del accidente anterior en Williston, la NTSB emitió una recomendación de seguridad para "desarrollar aplicaciones para detectar de manera más efectiva el nivel de compromiso del conductor y alertar al conductor cuando falta de atención mientras se usan los sistemas de control automático del vehículo". Entre los fabricantes a los que se emitió la recomendación, solo Tesla no emitió una respuesta.
: 12–13 

#### South Jordan, Utah, Estados Unidos (11 de mayo de 2018)
En la noche del 11 de mayo de 2018, un Tesla Model S 2016 con Autopilot activado se estrelló contra la parte trasera de un camión de bomberos que estaba detenido en el carril hacia el sur en un semáforo en rojo en South Jordan, Utah, en la intersección de SR-154 y SR-151. El Tesla se movía a una velocidad estimada de 60 mph (97 km/h) y no pareció frenar ni intentar esquivar el impacto, según testigos. La conductora del Tesla, que sobrevivió al impacto con un pie roto, admitió que estaba mirando su teléfono antes del choque. La NHTSA envió investigadores al sur de Jordan. Según los datos de telemetría recuperados después del choque, el conductor no tocó el volante repetidamente, incluso durante los 80 segundos inmediatamente anteriores al choque, y solo tocó el pedal del freno "fracciones de segundo" antes del choque. La conductora fue citado por la policía por "no mantener la vigilancia adecuada". El Tesla había disminuido a 55 mph (89 km/h) para adecuar su velocidad con un vehículo delante de él, y después de que ese vehículo cambió de carril, aceleró a 60 mph (97 km/h) en los 3.5 segundos anteriores al choque.
El CEO de Tesla, Elon Musk, criticó la cobertura de noticias del accidente de South Jordan, tuiteando que "un accidente de Tesla que resultó en una fractura de tobillo es noticia de primera plana y las ~ 40 000 personas que murieron en accidentes automovilísticos en EE. UU. solo en [el] año pasado casi no reciben cobertura ", señalando además que "[un] impacto a esa velocidad generalmente resulta en lesiones graves o la muerte", pero luego reconoció que el Autopilot "ciertamente necesita ser mejor y trabajamos para mejorarlo todos los días". En septiembre de 2018, el conductor del Tesla demandó al fabricante, alegando que las características de seguridad diseñadas para "garantizar que el vehículo se detuviera por sí solo en caso de que hubiera un obstáculo en el camino... no funcionaron como se anuncia". Según el conductor, el Tesla no proporcionó una advertencia audible o visual antes del choque.

#### Moscú, Rusia (10 de agosto de 2019)
En la noche del 10 de agosto de 2019, un Tesla Model 3 que conducía en el carril izquierdo en la carretera de circunvalación de Moscú, Rusia, se estrelló contra una grúa estacionada en diagonal con una esquina que sobresalía en el carril y posteriormente se incendió. Según el conductor, el vehículo viajaba al límite de velocidad de 100 km/h (62 mph) con el Autopilot activado; también afirmó que sus manos estaban en el volante, pero que no estaba prestando atención en el momento del choque. Todos los ocupantes pudieron salir del vehículo antes de que se incendiara y fueron transportados al hospital. Las lesiones incluyeron una pierna rota (conductor) y contusiones (sus hijos).
La fuerza de la colisión fue suficiente para empujar la grúa hacia la pared divisoria central, según lo registrado por una cámara de vigilancia. Los transeúntes también capturaron varios videos del incendio y las explosiones después del accidente, estos videos también muestran que la grúa contra la que se estrelló el Tesla había sido movida, lo que sugiere que las explosiones del Model 3 ocurrieron más tarde.

#### Chiayi, Taiwán (1 de junio de 2020)
Las cámaras de tráfico capturaron el momento en que un Tesla Model 3 se estrelló contra un camión pequeño volcado en Taiwán el 1 de junio de 2020. El accidente ocurrió a las 6:40 AM en la autopista nacional 1 en dirección sur en Chiayi, Taiwán, aproximadamente al punto kilométrico 268.4 sur. El camión había estado involucrado en un accidente de tráfico a las 6:35 AM y estaba volcado en el carril izquierdo con su techo hacia el tráfico que se aproximaba; el conductor del camión salió para advertir a otros autos que se desviaran.
El conductor del Tesla resultó ileso y le dijo a los servicios de emergencia que el automóvil estaba en modo de Autopilot  viajando a 110 kilómetros por hora (68 mph). El conductor dijo a las autoridades que vio el camión y pensó que el Tesla frenaría automáticamente al encontrar un obstáculo; cuando se dio cuenta de que no lo haría, aplicó manualmente los frenos, aunque ya era demasiado tarde para evitar el choque. Aparentemente se ve en el video que las ruedas expulsan humo blanco un instante antes de chocar.

#### Arlington Heights, Washington, Estados Unidos (15 de mayo de 2021)
Un Tesla Model S se estrelló contra un coche patrulla del alguacil del condado de Snohomish, Washington, que estaba detenido a las 6:40 PM PDT del 15 de mayo de 2021, poco después de que el agente lo estacionara mientras respondía a un choque anterior que había roto un poste de electricidad cerca de la intersección de SR 530 y 103rd Ave NE en Arlington Heights, Washington . El patrullero se estacionó para bloquear parcialmente la carretera y proteger la escena de la colisión, y se activaron las luces de emergencia del techo del patrullero. Ni el policía ni el conductor del Tesla resultaron heridos. El conductor del Tesla asumió que su automóvil reduciría la velocidad y giraría solo porque estaba en "modo de Autopilot".

#### Brea, California, Estados Unidos (3 de noviembre de 2021)
En noviembre de 2021, la NHTSA recibió su primera queja sobre un Tesla que participaba en el software de prueba FSD Beta. El incidente involucró a un Tesla Model Y que al efectuar un giro entró en el carril equivocado. Otro coche chocó contra el lateral del Tesla. No hubo heridos.